# Дмитренко Юрій Мелентійович

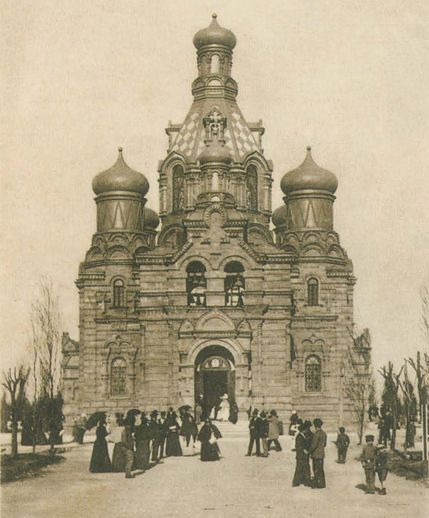
Храм святителя Дмитра на Новому кладовищі, Одеса

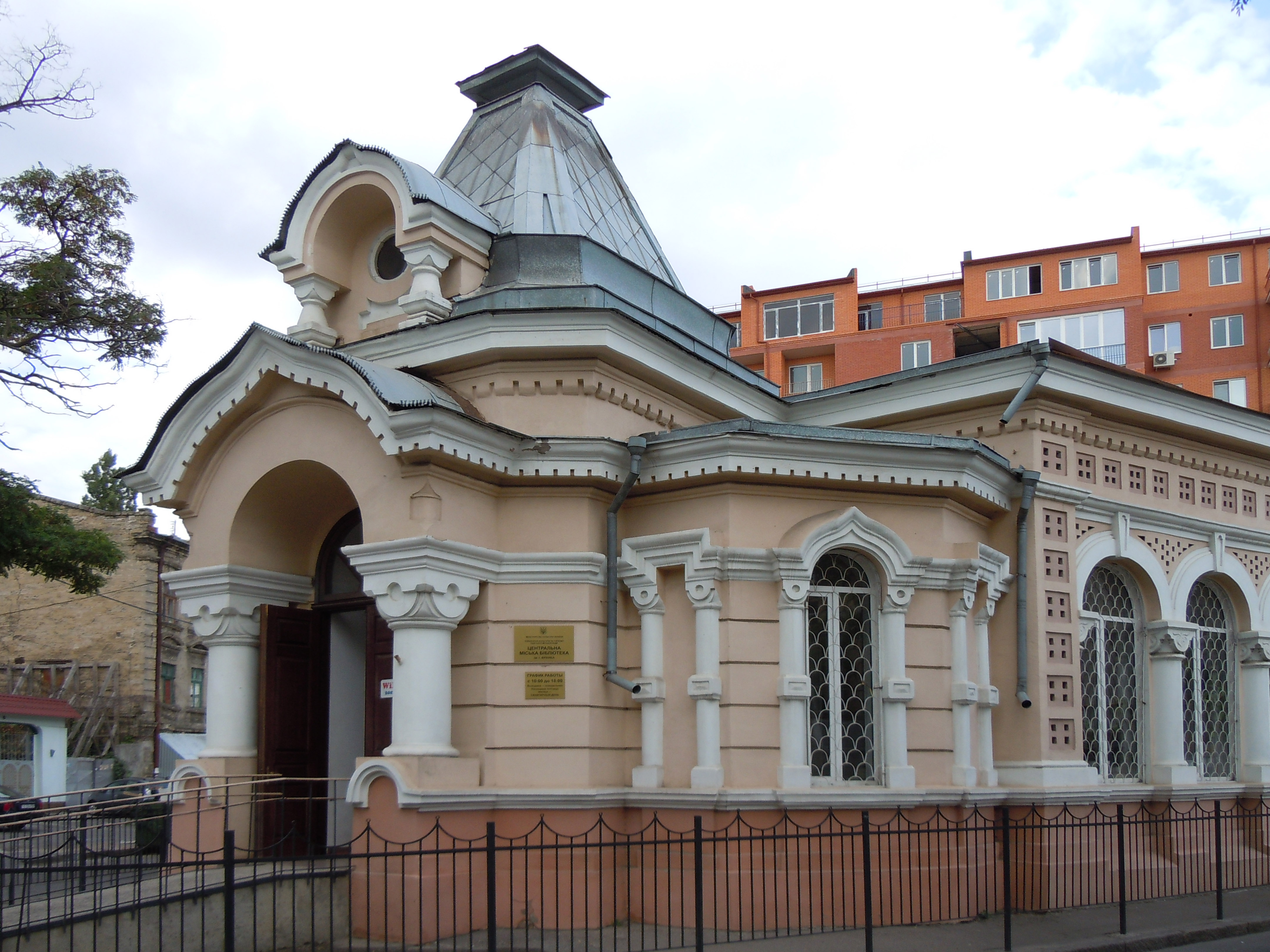
Народне училище з читальнею

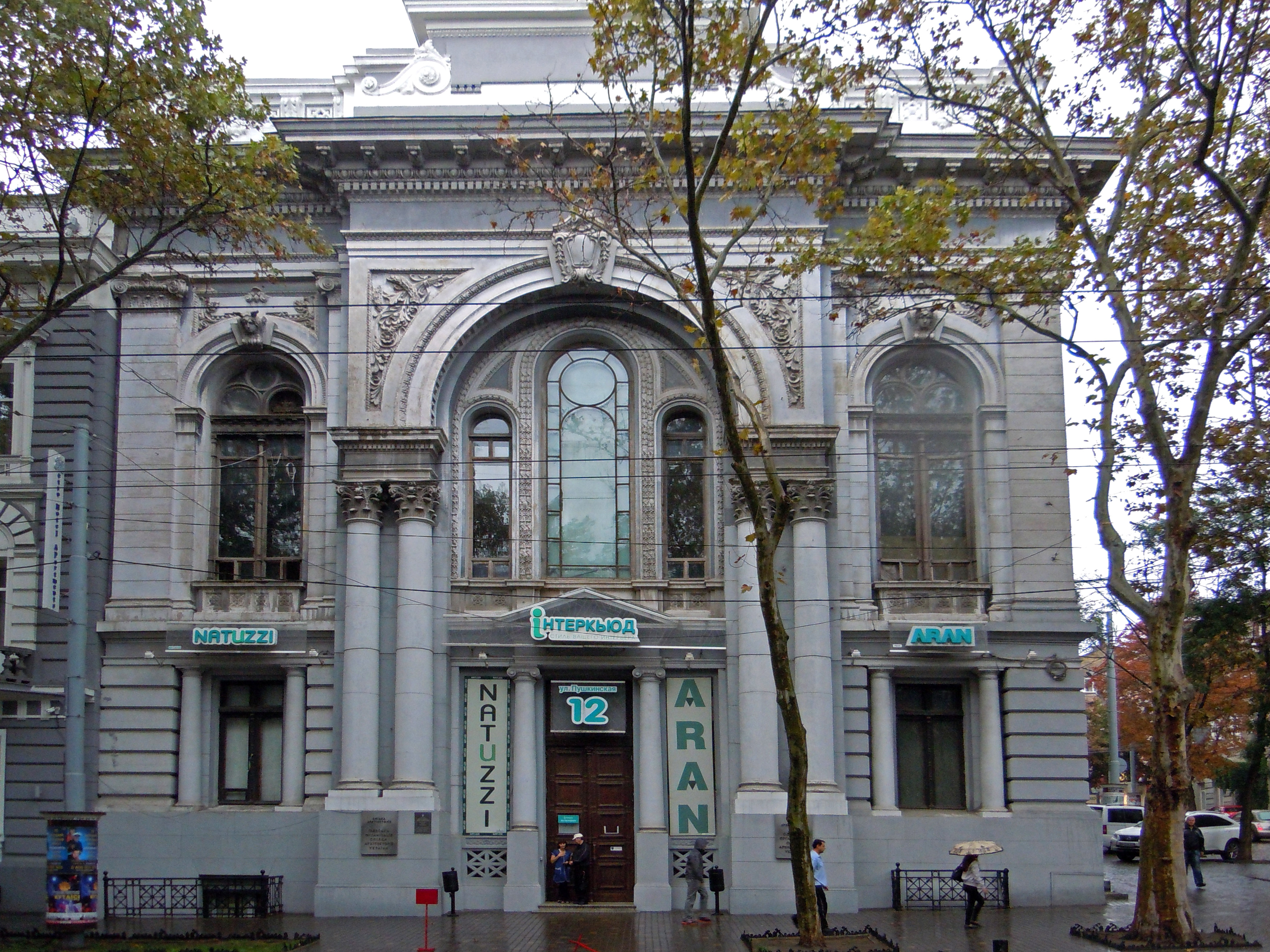
Обліковий банк, Пушкінська, 12 (Грецька, 13-1)

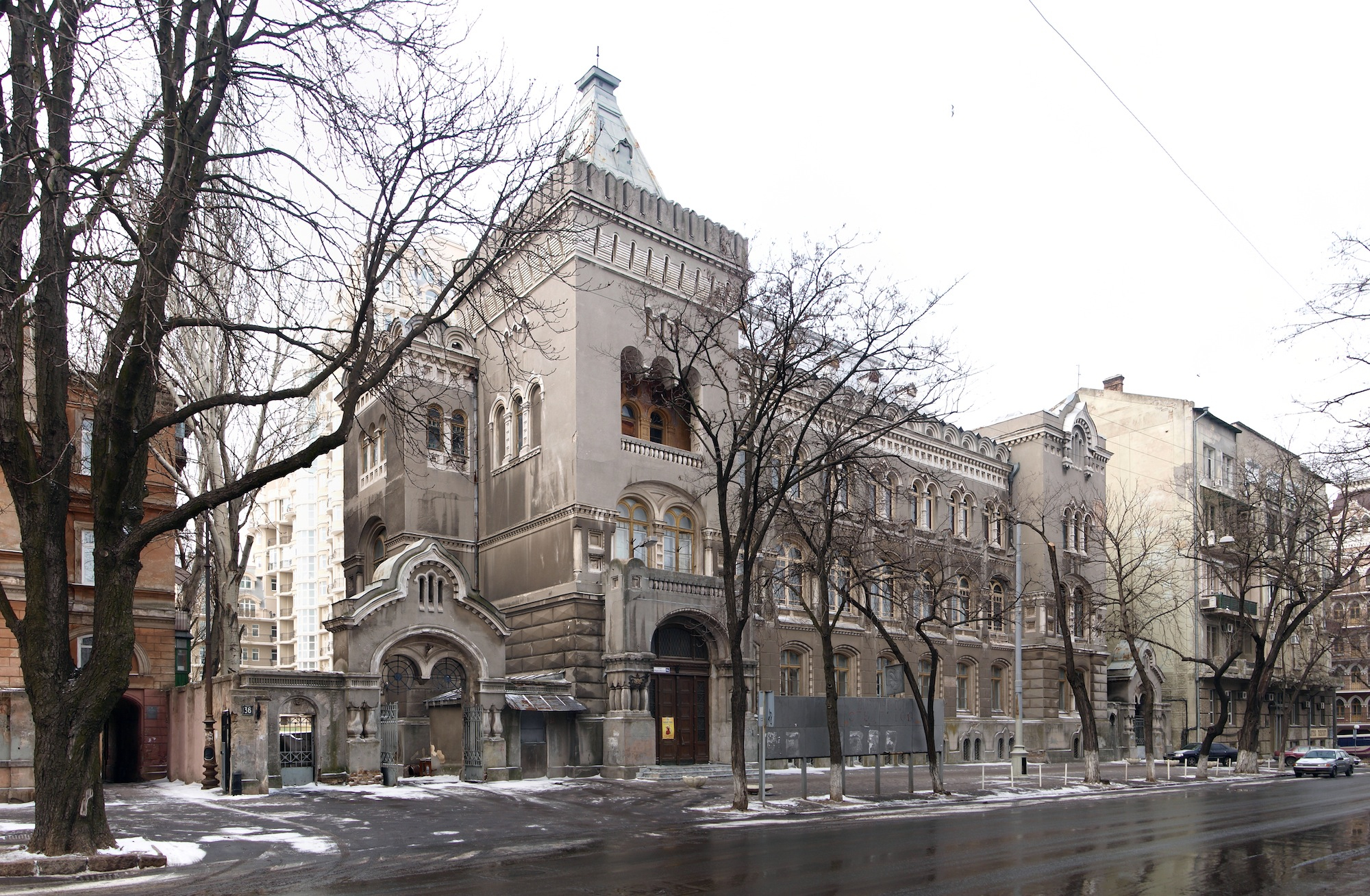
Будівля Селянського банку, вулиця Маразліївська, 34

Ю́рій Меле́нтійович (Мелетійович) Дмитре́нко (23 березня 1858, Одеса, Російська імперія — 5 липня 1918, Одеса, Українська держава) — український архітектор.

## Біографія
Народився у купецькій родині Мелетія Григор'єва та Марії Йосипівни Дмитренків, обидва займалися благодійництвом.
У 1857—1860-х роках. батько був також гласним Міської думи. У 1870-х роках Дмитренки спорудили будинок на Базарній вул., 73.
Окрім Ю. М. Дмитренка у родині були діти Микола, Олександр, Володимир, Георгій, Віктор, Марія, Олена. Сестра Олена Мелетійовна Дмитренко вийшла заміж за барона Єгора Єгоровича Швахгейма. Родина Швахгеймів займалася благодійництвом і можливо сприяла в отриманні замовлень на будівлі для піклувальних рад та їх членів.
У 1868—1876 навчався у Рішельєвській гімназії.
У 1868 починає також непостійно відвідувати Рисувальну школу Товариства витончених мистецтв, з 1875 — постійно.
У 1876 році вступив у Петербурзьку академію мистецтв по класу живопису, згодом він починає відвідувати і клас архітектури.
У 1882 році отримав звання класного художника III ступеня, у 1883 році — класного художника II ступеня по архітектурі. Тим же самим роком датований перший відомий проєкт архітектора — склад у Хлібному містечку.
Почав працювати в Одесі помічником Олександра Бернадацці.
З 1883 — викладач архітектури в Одеській рисувальній школі.
Перший великий проєкт архітектора — інвалідний будинок старого кладовища, був невдалим, проєкт був дороблений архітекторами О. Й. Бернадацці і Г. Ф. Лонським і у номері журналу «Зодчий» за 1900, що присвячений ювілею творчої діяльності Бернардацці, саме він, а не Дмитренко вказується автором даного будинку.
У 1885 подав в Академію мистецтв прохання на участь у розробці проєкту Великокняжого палацу з метою отримання звання класного художника І-го ступіню. Згодом він надіслав додатково власний проєкт Варшавського вокзалу за що і отримав бажане звання.
Є автором великої кількості проєктів у Одесі — понад 70 будинків. У XIX столітті переважно виконував проєкти міських громадських будівель пов'язаних з благодійністю, а також виконав декілька споруд для Православної церкви як єпархіальний архітектор. Зазначені споруди виконувались Ю. М. Дмитренко у псевдоросійському стилі. Також виконував у цей період дрібні приватні замовлення від домовласників.
У 1880-х також у архітектурній майстерні О. Й. Бернадацці спільно з іншими архітекторами майстерні працював над змінами у проєкті нового міського театру. Первісний проєкт був складений віденським бюро Г. Гельмера і Ф. Фельнера. 1 жовтня 1887 року відбулося відкриття театру.
Невдалим було будівництво психіатричної лікарні у 1890—1892. Споруда була прийнята містом, але згодом виявилось, що якість спорудження була не доброю. Була відкрита судова справа, серед звинувачених був і архітектор Ю. М. Дмитренко. Справа тривала десять років, але суд не зміг виявити винних, через що справу закрили.
19 лютого 1891 року відбулося урочисте відкриття будівлі безплатної народної читальні, створеної за проєктом Дмитренка — сучасна Одеська центральна міська бібліотека імені Івана Франка, 20 000 карбованців на побудову якої пожертвував мер Григорій Маразлі; підрядчиком побудови був державний селянин, купець Федір Гайдуков (він же в цій ролі виступав й при будівництві по проєкту Дмитренка дачі Матвія Маврокордато), прийом будови здійснили архітектори Дмитренко і Альберт Шейнс[джерело?].
З початком XX століття практично перестав отримувати замовлення від церкви та міста — у зв'язку з економічною кризою 1900—1903 років та революцією у Російській імперії 1905—1907 років кількість замовлень у місті зменшувалася рік від року, а державних замовлень стало взагалі вкрай мало. У той час виконав декілька проєктів великих прибуткових будинків, які характеризуються високою якістю оздоблення.
У першій половині 1900-х років споруджено будівлю Облікового банку, але загальна кількість проєктів значно зменшилася.
З другої половини 1900-х років майже не виконує великих проєктів: більшість його творів у цей час не перебільшують двох поверхів, також було здійснено декілька дрібних перебудов, у той час архітектор має проблеми зі здоров'ям.
У 1911 здійснює нагляд за спорудженням триповерхового будинку А. А. Анатри на Успенській вулиці, а у 1912 році за спільним з В. І. Кундертом проєктом розпочинається будівництво чотириповерхового будинку для Софії Олексіївни Григор'євої. Домовласниця займалася благодійністю, як і її чоловік генерал-лейтенант Апполон Григорович Григор'єв, який був до того ж головою управління російського товариства «Червоного хреста», де працювала і сестра архітектора Дмитренка баронеса О. М. Швахгейм. Проєкт будинку Григор'євої був виконаний з використанням сучасних технологій: будинок має залізобетонний каркас розроблений цивільним інженером В. І. Кундертом. Підписка про нагляд була здійснена відразу обома авторами, де було оговорена зона відповідальності кожного, Кундерт відповідав за спорудження каркаса, а Дмитренко за все інше. Ще у II половині XIX століття на перших поверхах будівель ділянки розмістилося кафе «Фанконі», на першому поверсі нового будинку Григор'євої також були влаштовані приміщення для даного кафе.
У 1913 році переміг у конкурсі на проєкт будівлі Селянського поземельного банку — значному і останньому відомому реалізованому проєкту архітектора. Також дана споруда є єдиним будинком у неоросійському стилі в Одесі.
Входив до складу благодійних товариств, знаходився в журі архітектурних конкурсів. Був у складі Одеського відділення Російського технічного товариства. Був першим головуючим Одеського відділення Російського товариства архітекторів-художників. 1917 року увійшов до складу комісії по питаннях реформи Одеського художнього училища. Займав посади єпархіального архітектора та архітектора Інституту благородних дівиць, у 1900-х роках — архітектора при Міському театрі. 1910 року очолював художньо-промисловий відділ Всеросійської виставки в Одесі.
Перед смертю переїхав на Середній фонтан на власну дачу на ділянці Новікова, де помер 5 липня (22 червня) 1918. Архітектор похований 7 липня неподалік на монастирському кладовищі на сучасній вул. Красних Зір. У радянські часи кладовище було знищено.

## Споруди
Одеса
- Склад Михайла Андрійовича Посохова, аргляд: арх. Дмитренко Ю. М., 1883 ;р., Стовбова вулиця (не зберігся)[1]
- Інвалідний будинок Старого кладовища в пам'ять царювання Олександра II, проєкт: Дмитренко Ю. М., 1884 р. Доопрацювання фасаду і будівництво: гр. інж. Бернардацці О. Й., Лонський Г. Ф., 1885–1886 рр. Влаштування огорожі, арх. Моранді Ф. О., в межах 1885–1888 рр., вул. Мечникова, 53[1]. Пам'ятник архітектури № 487-Од[5]
- Православний храм в ім'я святителя Дмитра на Новому кладовищі, проєкт та нагляд: арх. Дмитренко Ю. М., підрядники: Плоновскій Ю. І., Гайновський А. В., ск.-худ. Наталі В. О., 1885–1888 рр., Люстдорфськая дор., 6[1]. Пам'ятник архітектури (без номера)[5]
- Головні ворота на Новому кладовищі, арх. Дмитренко Ю. М., 1885 р., Люстдорфськая дор., 6[1]
- Андріївське подвір'я Афонського монастиря з храмом св. Сергія Радонезького, проєкт і нагляд: арх. Дмитренко Ю. М., внутрішнє оздоблення храму: худ. Михайлов, іконостас: скульп.-худ. Сакович І. І., 1885–1887 рр., Пантелеймонівська вул., 58[1]. Пам'ятник архітектури № 609-Од[5]
- Каплиця на Новому кладовищі, арх. Дмитренко Ю. М., 1887 р., Люстдорфськая дор., 6[1] (містознаходження та збереженість невідомі)
- Триповерховий флігель Д. Кавуро, нагляд: арх. Дмитренко Ю. М., 1887–1888 рр., пров. Чайковського, 12[1]
- Флігель Д. Кавуро, нагляд: арх. Дмитренко Ю. М., 1887 р., пров. Чайковського, 12[1]
- Надбудова 2-го поверху будинку Настасії Андрієнко, нагляд: арх. Дмитренко Ю. М., 1887 р., Канатна вул., 80[1]
- Новий фасад та внутрішня реконструкція будинку Рудольфа Самойловича Мунца, 1887 року, вул. Юрія Олеші, 1[1]
- Перебудова будинку Залужного, проєкт: Дмитренко Ю. М., нагляд: Дмитренко Ю. М., потім Бернардацци О. Й., 1887 р., Жуковського вул., 27 / Катеринінська вул., 34[6]. Пам'ятник архітектури № 275-Од і пам'ятник історії[5]
- Міська дешева їдальня, 1888 р., підрядник Єрмошкін О. П., Новощіпний ряд, 21[1]. Ліва частина будинку розібрана.
- Міський нічліжний притулок, 1888 р., підрядник Єрмошкін О. П., Новощіпний ряд, 25[1]. Пам'ятник архітектури (без номера)[5]
- Міська дитяча їдальня, 1888 р., підрядник Єрмошкін О. П., Новощіпний ряд, 27[1]
- Музичний павільйон, 1888 р., Приморський бульвар[1] (розібраний близько 1902 р.);
- Міське початкове училище № 33 «Ближнє-Млинове», 1889 р., вул. Шота Руставеллі, 7[1][7]
- Будівля денного дитячого притулку, 1880-ті рр. (надбудована двома поверхами за радянських часів), Старопортофранківська вул., 30. Пам'ятник архітектури № 821[5]
- Дача М. Маврокордато, арх. Дмитренко Ю. М., підрядник: Гайдуков Ф. Й. (одна з версій авторства), 1890-ті рр., Французький бул., 44[8]. Пам'ятник архітектури (без номера)[5]
- Міське початкове училище № 37 «Трикутне» з безкоштовною читальнею, проєкт та нагляд: арх. Дмитренко Ю. М., підрядник: Гайдуков Ф. О., 1890–1891 рр., Книжковий пров., 1[1][7]. Пам'ятник архітектури та історії (без номера)[5]
- Народна аудиторія, 1890–1891, Софіївська вул., 5а (ліве крило)[1]
- Трибуни іподрому Новоросійського товариства заохочення кіннозаводства, арх. Дмитренко Ю. М., 1890 р., Фонтанська дор., 6[1](будівля не збереглась)
- Будинок Ф. Лащенко, 1890 р., Велика Арнаутська вул., 45[9]
- Комплекс психіатричної лікарні, проєкт і нагляд: арх. Дмитренко Ю. М., підрядник Ермошкин А. П., опалення та вентиляція: інж. Шевалёв В. А., 1890—1892 рр., вул. Академіка Воробйова, 9[1]. Пам'ятник архітектури та історії[5]
- Будинок В. П. Скаржинського, 1891 р., Пантелеймонівська вул., 12[1] (пізніше перебудований або розібраний)
- Міська аудиторія для народних читань, проєкт і нагляд: арх. Дмитренко Ю. М., ск. Наталі В. О. (опалення: тех. Вольфензон Г. М., нагляд: інж. Шевалёв В. А.), 1891–1893 рр., вул. Мечникова, 104[1]. Пам'ятник архітектури № 609-Од[5]
- Переробки у будинку Ічаджик, нагляд: арх. Дмитренко Ю. М., 1891 р., Спиридонівська вул., 15[1]. Пам'ятник історії № 806-Од[5]
- Православний храм в ім'я Вознесіння Господнього Міщанській управи, 1891–1897 рр., Старопортофранківска вул. / Колонтаївська вул. (будівля не збереглась)[10]
- Інвалідний будинок Міщанської управи, арх. Дмитренко Ю. М., 1891–1892 рр., Старопортофранківська вул., 36 (центральна будівля)[11][12]. Пам'ятник архітектури № 826-Од[5]
- Внутрішні переробки у будинку П. Степанова, нагляд: арх. Дмитренко Ю. М., 1892 р., вул. Буніна, 35 / Олександрівський пр., 2[1]
- Внутрішні переробки магазину А. І. Абрикосова, нагляд: арх. Дмитренко Ю. М., 1892 р., Катеринінска вул., 16[1]. Пам'ятник архітектури № 229/3[5]
- Особняк М. Клименка, нагляд: арх. Дмитренко Ю. М., 1892 р., Італійський бул., 7/9[1]. Пам'ятник історії[5](значно перебудований)
- Будинок Катерини Фальчіола, нагляд: арх. Дмитренко Ю. М., 1892 р., вул. Новосельського, 102[1]. Пізніше надбудований третім поверхом.
- Будинок П. Благина, нагляд: арх. Дмитренко Ю. М., 1892 р., Преображенська вул., 74 / Базарная вул., 65[1] (не зберігся)
- Реконструкція будинку С. Н. Фролова, проєкт: 1892 р.; Роботи, нагляд: арх. Дмитренко Ю. М., 1893 р., Базарна вул., 94 / Преображенська вул, 55[13][5]. Пам'ятник архітектури № 101-Од[5]
- Будинок С. Масліч, нагляд: арх. Дмитренко Ю. М., 1892 р., вул. Сєрова, 32[1]
- Приймальний покій товариства рятування на водах ім. першого почесного члена Одеського округу Н. М. Зеленої, арх. Дмитренко Ю. М., ск. Паоліні І. П., 1893 р., Платонівський мол Одеського порту[1] (не зберігся)
- Міський притулок для підкидьків, арх. Дмитренко Ю. М., 1893 р., Старопортофранківська вул., 22[1] (не зберігся)
- Прибудова балконів до трибун іподрому, нагляд: арх. Дмитренко Ю. М., 1893 р., Фонтанська дор., 6[1] (будівля не збереглась)
- Міська бактеріологічна станція, 1894–1895 рр., вул. Пастера, 2[1]. Пам'ятник архітектури № 616-Од[5]
- Ювілейна їдальня і дитячий денний притулок, 1894 р., Старопортофранківська вул., 2[1]. Пам'ятник архітектури № 810/3-Од[5]
- Казений виноочищувальний склад № 2, 1895 р., вул. Бабеля, 36[14]
- Денний дитячий притулок ім. Н. М. Зеленої з відділенням «Ясла», 1895 р., вул. Яші Гордієнка, 61[1]
- Корпус Інституту шляхетних дівчат з актовим залом і їдальнею, арх. Дмитренко Ю. М., Влодек Л. Л., Ландесман С. А., 1895–1896 рр., вул. Мечникова, 34 корпус 3[1][8]
- Реконструкція будинку Анатри для готелю «Лондонській», арх. Дмитренко Ю. М. за участю Троупянського Ф. А., підрядник: Гайдуков Ф. О., 1898–1899 рр., Приморський бул., 11[1][8]. Національний пам'ятник архітектури № 1458/8 та пам'ятник історії[5]
- Реконструкція триповерхового будинку Матвія Миколайовича Маврокордато, арх. Дмитренко Ю. М. за участю Троупянського Ф. А., 1899 р., Рішельєвська вул., 12[1][8]. Пам'ятник архітектури № 740-Од[5]
- Чотириповерховий будинок Матвія Миколайовича Маврокордато, арх. Дмитренко Ю. М., 1899–1900 рр., Грецька вул., 21 / Рішельєвська вул., 12[1][8]. Пам'ятник архітектури № 190-Од[5]
- Флігель М. Сініцина, 1899 р., вул. Пастера, 10[1]
- Прибудова до притулку «Для всіх скорботних радість», нагляд: арх. Дмитренко Ю. М. 1899 р., вул. Дідріхсона, 11[1]
- Житловий будинок Покровської церкви, проєкт та нагляд: арх. Дмитренко Ю. М., 1899–1901 рр., Єврейська вул., 48 / Олександрівський просп., 11 (Закінчений арх. В. А. Короповським у 1901 р.)[1][8]. Пам'ятник архітектури № 569-Од[5]
- Перебудова будинку І. П. Сінадіно, нагляд: арх. Дмитренко Ю. М., 1899 р., Маразліївська вул., 32 / Сабанський пров., 2[1]. Пам'ятник архітектури № 258-Од[15] (зруйнований у 1970 — 1980-х роках)
- Православний храм Св. Миколая та Аріадни при богадільні Грецького благодійного товариства, 1900–1902 рр., Удільний пров., 1[1]. Пам'ятник архітектури (без номера)[5] (Значно перебудований)
- Кутовий будинок Юр'євича, арх. Дмитренко Ю. М., поч. XX ст., Грецька вул., 45 / Преображенська вул, 38. Пам'ятник архітектури № 24-Од[5]
- Будинок Варфоломія Анжеловіча Анатра, арх. Дмитренко Ю. М., 1901–1902 рр., Єврейська вул., 2 / Карантинна вул., 19[1]. Пам'ятник архітектури № 243-Од[5]
- Триповерховий будинок станції швидкої медичної допомоги та служби, проєкт і нагляд: арх. Дмитренко Ю. М., 1901–1902 рр. Ремонтно-реставраційні роботи, арх. Пилявський В. О., Борін Г. Д., 1989–1990 рр., Валіховський пров., 10[1][8]. Пам'ятник архітектури № 126/1-Од та історії[5]
- Обліковий банк, проєкт і нагляд: Дмитренко Ю. М., підрядник: Гайдуков Ф. О., 1904–1906 рр., Пушкінська вул., 12[1]. Пам'ятник архітектури № 694-Од[5]
- Будинок банківських службовців, арх. Дмитренко Ю. М., підрядник: Гайдуков Ф. О., початок 1900-х рр., Пушкінська вул., 12[1]. Пам'ятник архітектури № 695-Од[5]
- Будинок Матвія Миколайовича Маврокордато, ? — 1905 р., Катеринінська вул., 25 / Грецька вул., 25[8][1]. Пам'ятник архітектури № 5-Од[5]
- Особняк С. М. Гіжицького, 1906 р., Лермонтовський пров., 6[1]. Пізніше надбудований. Пам'ятник архітектури № 51-Од[5]
- Особняк Єрміла Івановича Запорожченка, 1909 р., Затишна вул., 7[1]. Пам'ятник архітектури (без номера)[5]
- Купальні на Ланжероні, арх. Дмитренко Ю. М., Чехович П. С., 1910–1912 рр., пляж Ланжерон[11] (не збереглись)
- Будинок А. А. Анатра, нагляд: арх. Дмитренко Ю. М., 1911–1912 рр., Успенська вул., 25[1]. Пам'ятник архітектури № 881-Од[5]
- Перебудова будинку Одеської контори торгового дому М. С. Кузнєцова, нагляда: арх. Дмитренко Ю. М., 1911 р., Успенська вул., 83-85[1]
- Нагляд за демонтажем будинку Распопової, 1911 р., Катеринінська вул., 18[1]
- Відновлення після пожежі та реконструкція будинку О. М. Распопової, 1911 р., Катеринінська вул., 18[16]
- Житловий флігель Штерна, 1912 р., Катеринінська вул., 6[11]
- Перебудова флігеля для Ш. Я. Біскера и А. М. Финкельуба в цирк «Кінопластікон», нагляд: арх. Дмитренко Ю. М., пізніше Прокопович Л. Ф., 1912 р., Ланжеронівська вул., 28[1] (не зберігся)
- Розширення млину торгового дому «Брати Анатра», нагляд: арх. Дмитренко Ю. М. та інж. Еберлінг, 1912 р., вул. Чорноморського козацтва, 12[1] (не зберігся)
- Будинок Софії Олексіївни Григор'євої, проєкт і нагляд: арх. Дмитренко Ю. М., інж. Кундерт В. І. за участю інж. Скведера Х. Я., 1912–1913 рр., Ланжеронівська вул., 15 / Катеринінська вул., 15[1][11][4]Пам'ятник архітектури № 412-Од[5]
- Реконструкція Театру-вар'єте при готелі «Північний», нагляд: арх. Дмитренко Ю. М., 1913 рр., пров. Чайковського, 12[1]. Пам'ятник архітектури № 40-Од[5]
- Міська амбулаторія Марії Абрамівни Бродської, проєкт: арх. Дмитренко Ю. М., тех. Розенфельд І. А., 1912 р. Нагляд: Дмитренко Ю. М., 1913 р., вул. Золотий берег, 1[1][8]. Пам'ятник архітектури № 19-Од[5]
- Особняк Володимира Анжеловича Анатра, 1913 р., Французький бул., 28[1]. Пам'ятник архітектури (без номера)[5]
- Службовий корпус Володимира Анжеловича Анатра, 1913 р., Французький бул., 28[1]. Пам'ятник архітектури (без номера)[5]
- Будинок С. С. Егіза, нагляд: арх. Дмитренко Ю. М., 1913 р., Ніжинська вул., 22[1]
- Селянський поземельний банк, проєкт: арх. Дмитренко Ю. М., 1913 р. будівництво: 1914 -? рр., Маразліївська вул., 34а[1]. Пам'ятник архітектури № 569-Од[5]
- Ремонт будинку Міської думи, арх. Дмитренко Ю. М., 1914 р., Думська пл., 1[1]. Національний пам'ятник архітектури 547[5]
- В'їзд і будівлі дачі Фредерікс-Маразлі, арх. Дмитренко Ю. М., 1915 р., Французький бул., 85[11](збереглася лише брама)

Інші міста
- Прибутковий будинок в Умані, 1912, Садова вул., 2[джерело?]
- Лікарня для божевільних в с. Степанівка, 1895 p., вул. Джона Говарда, 65 (у співавторстві з Є. К. Лєговичем)[11]

Не реалізовані проєкти
- Проєкт Нової біржі в Одесі, 1892 p. (III премія)[11]
- Проєкт пам'ятника-каплиці у Гельсінках, 1909 р. (II премія)[11]

## Галерея

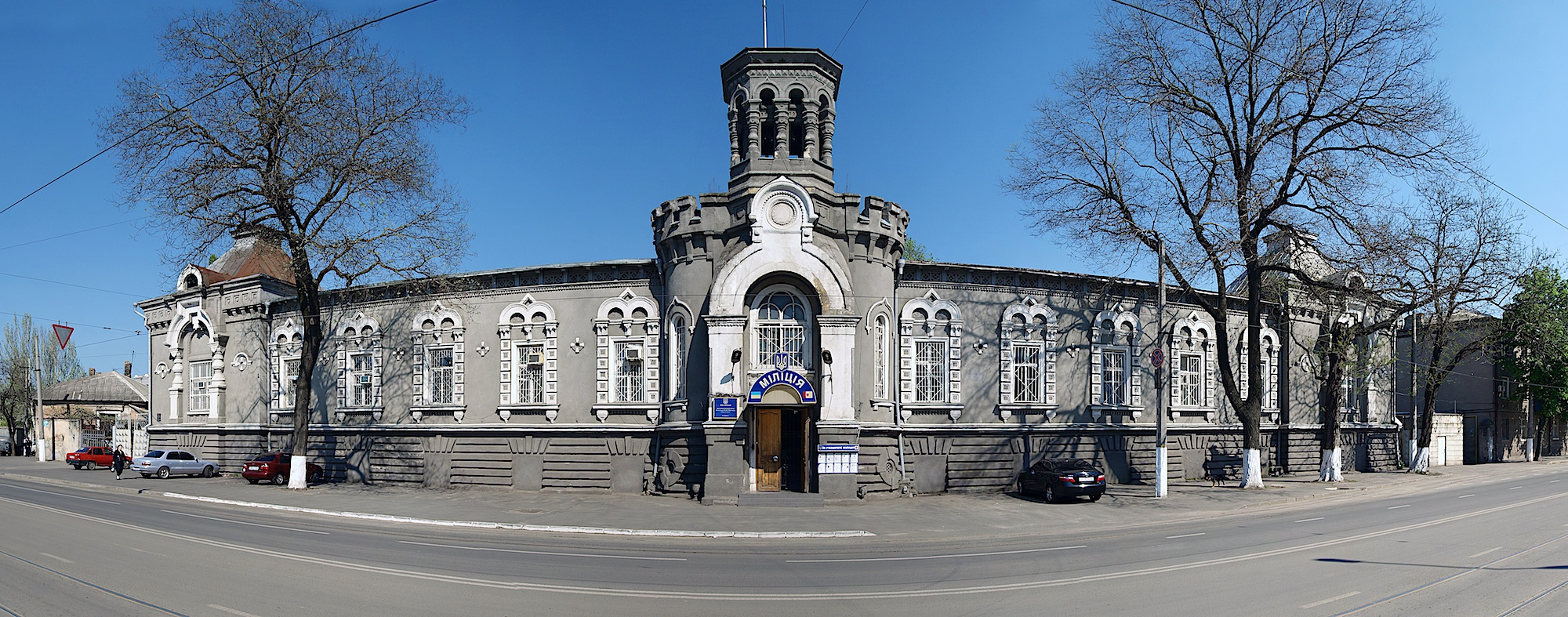
Інвалідний будинок Старого кладовища (спільно з Бернардацці О. Й.), 1884–1886
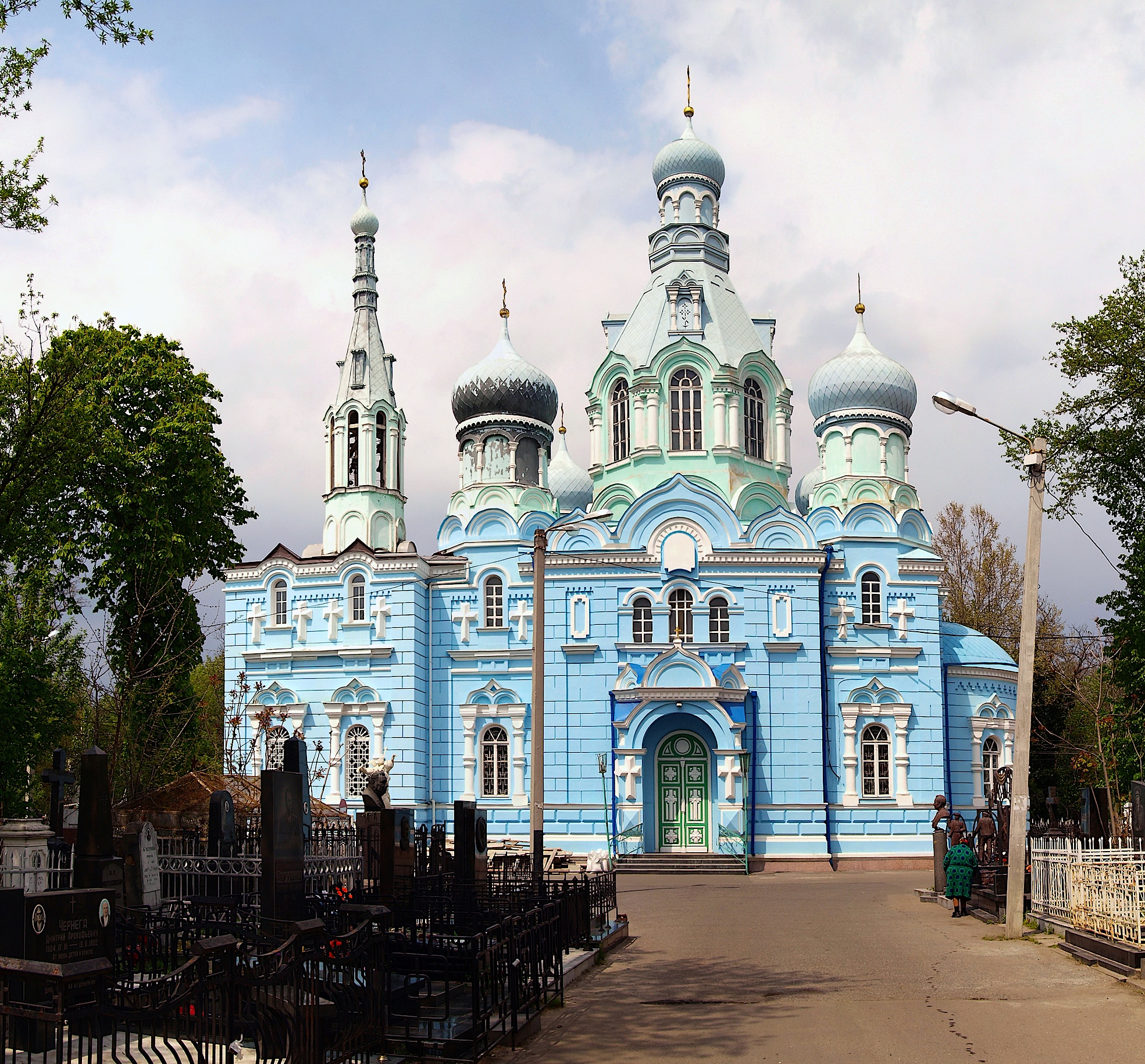
Храм в ім'я святителя Дмитра на Новому кладовищі, 1885–1888
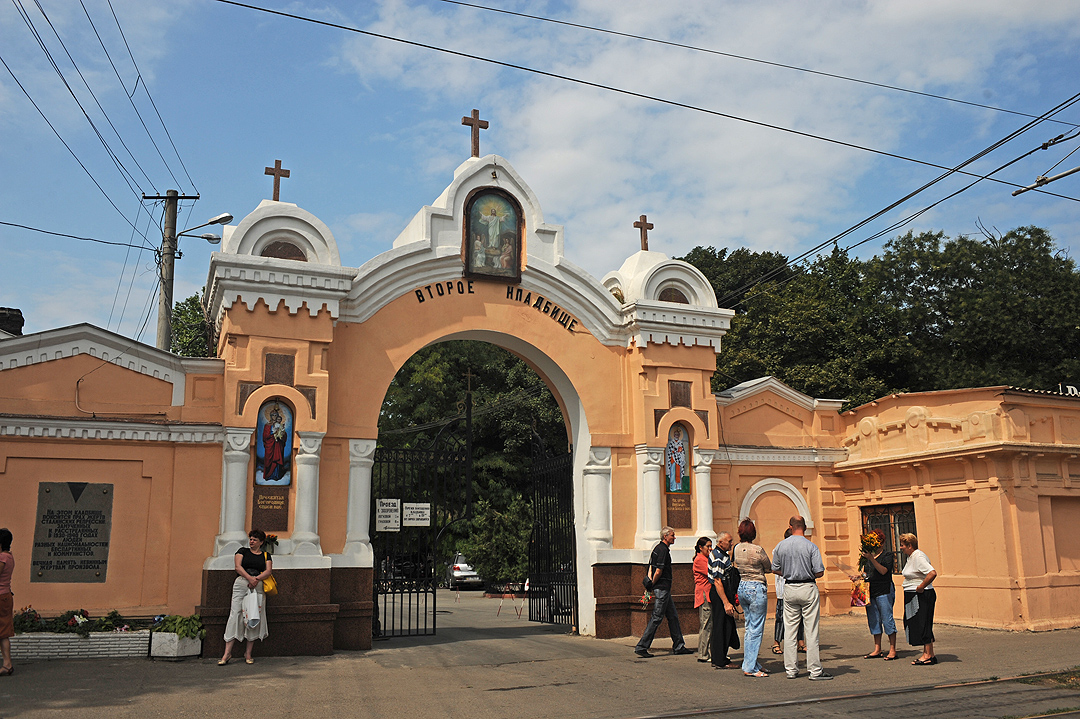
Головні ворота на Новому кладовищі, 1885
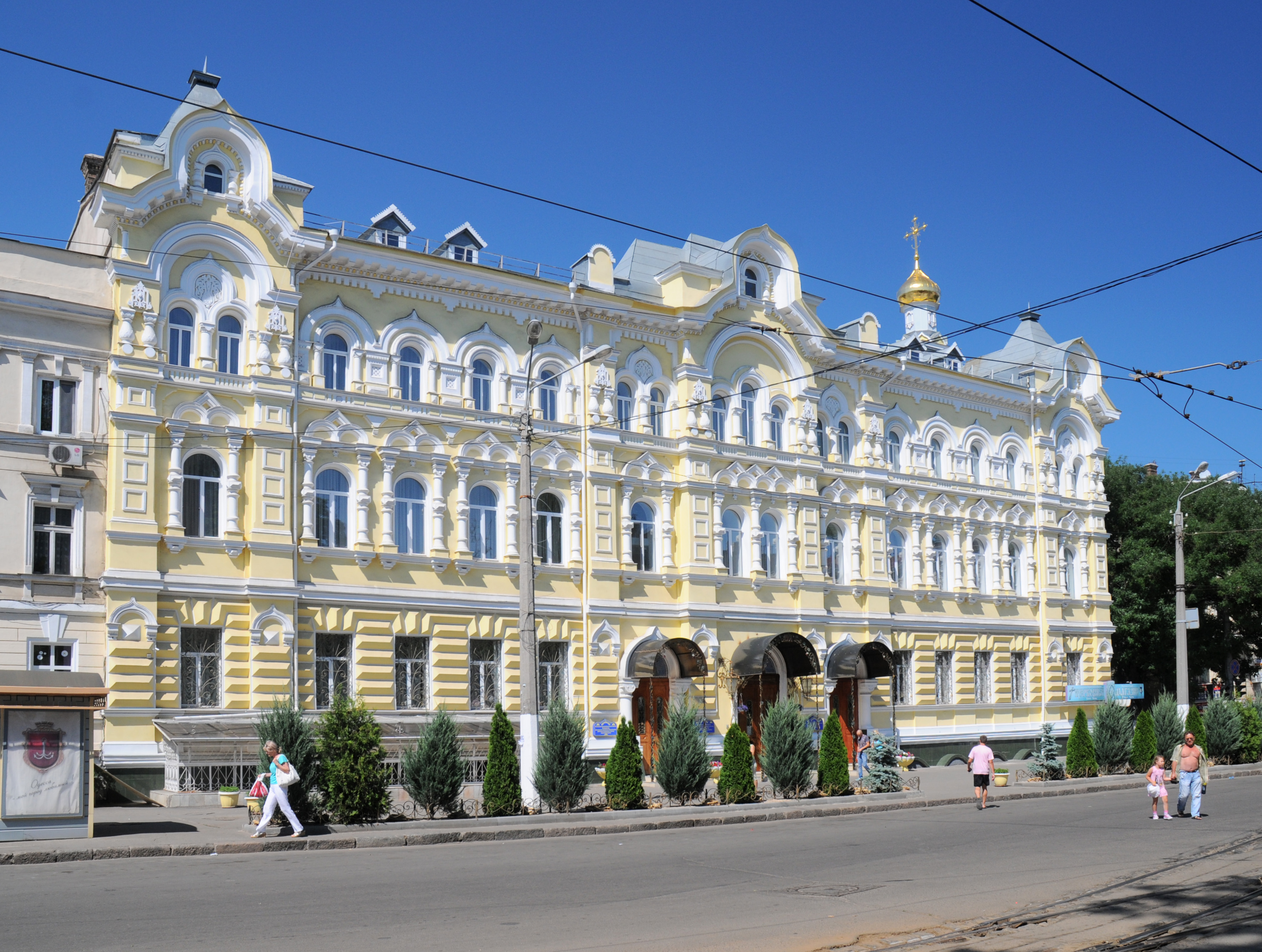
Андріївське подвір'я Афонського монастиря з храмом св. Сергія Радонезького, 1885–1887
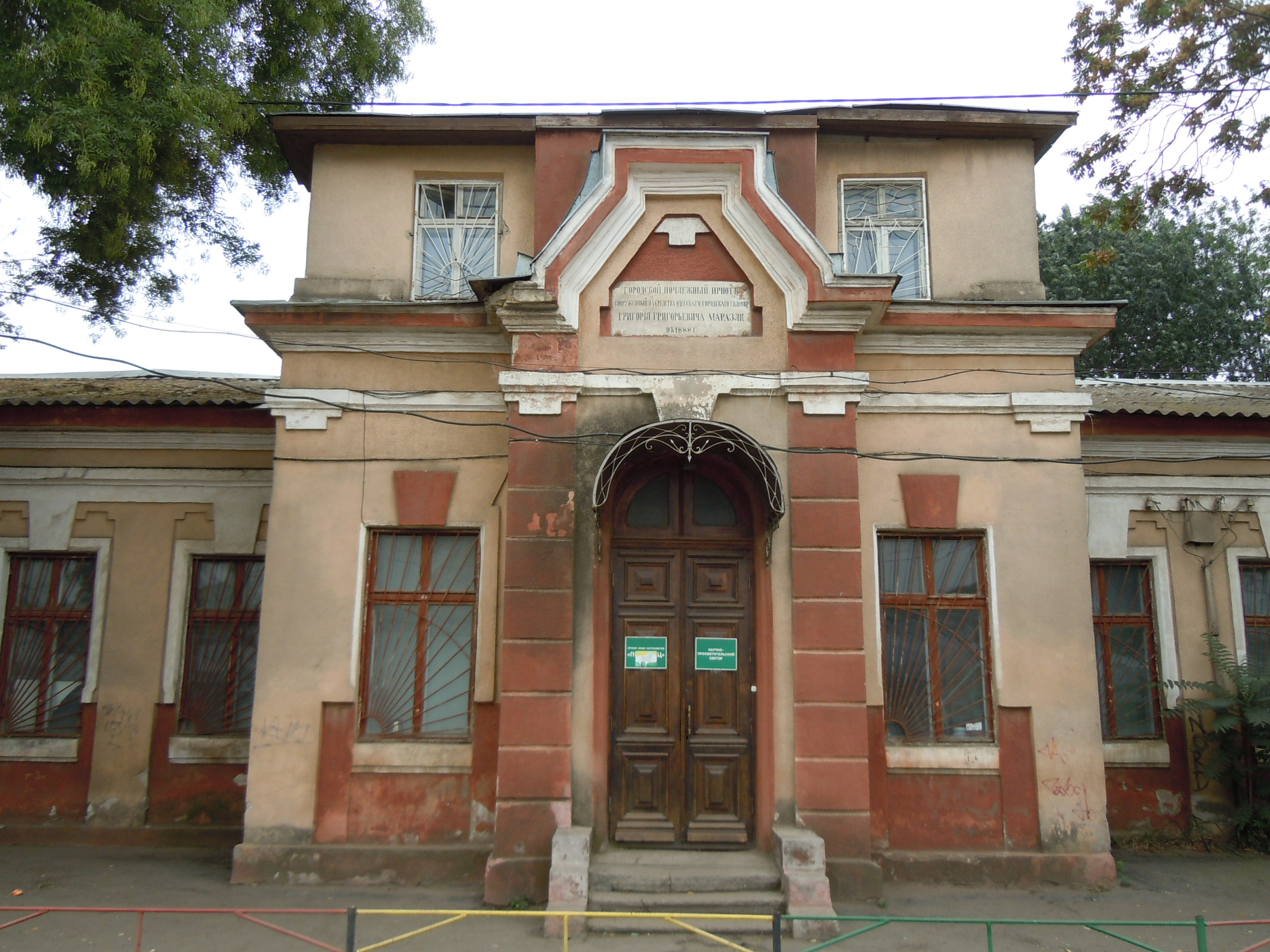
Міський нічліжний притулок, 1888
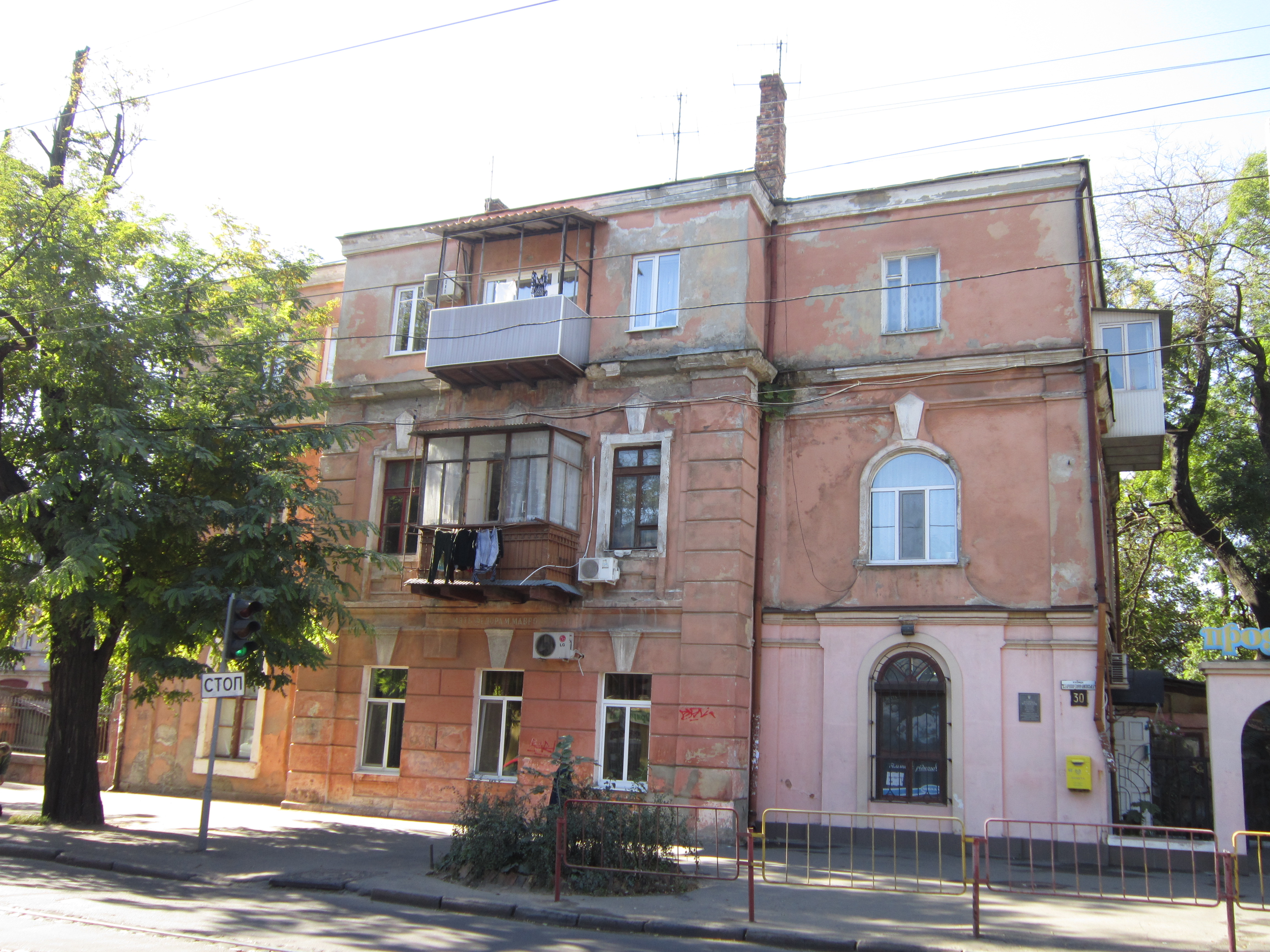
Будівля денного дитячого притулку, 1880-ті рр. (надбудована двома поверхами за радянських часів)
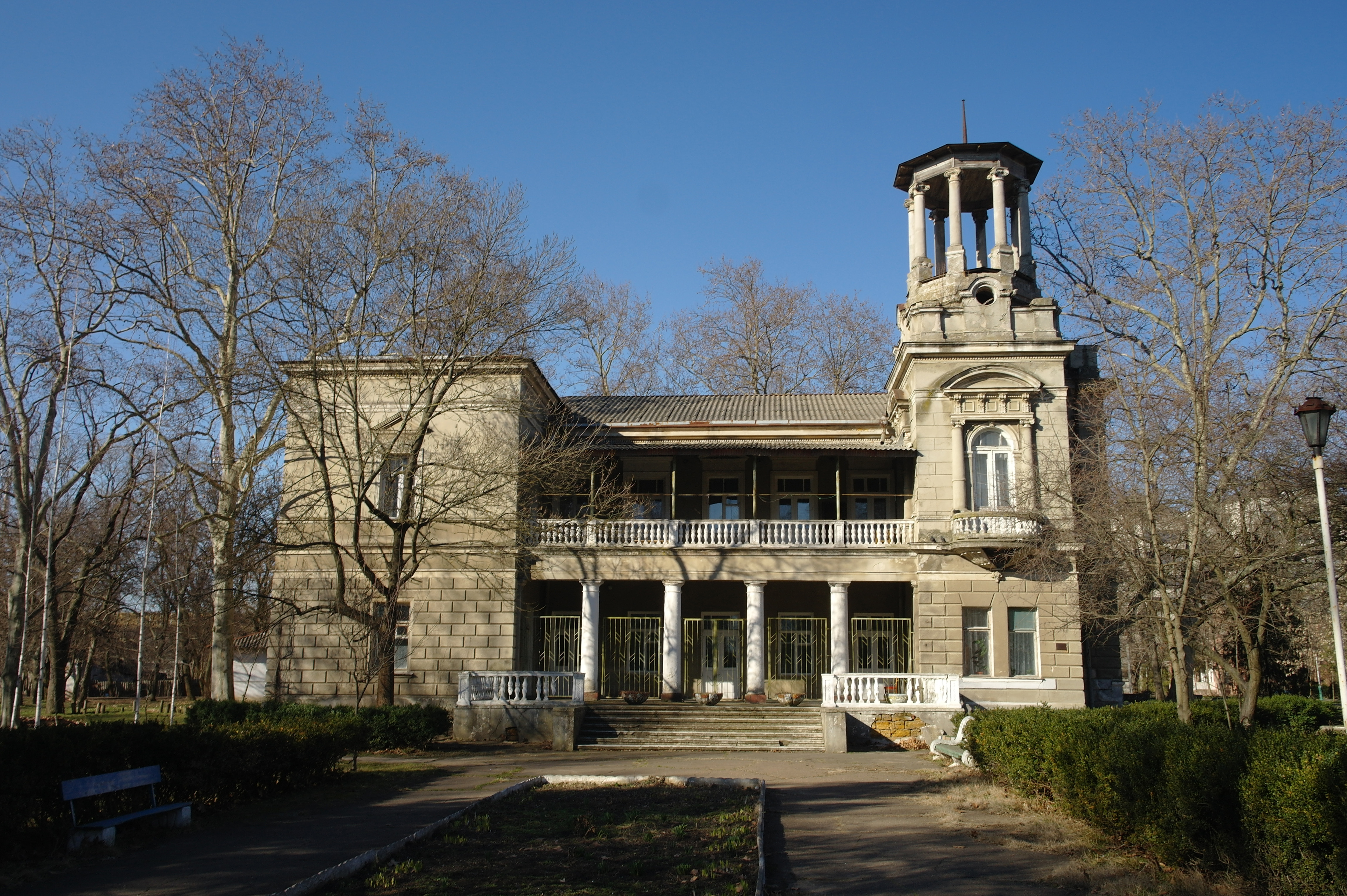
Дача М. Маврокордато, 1890-ті рр.
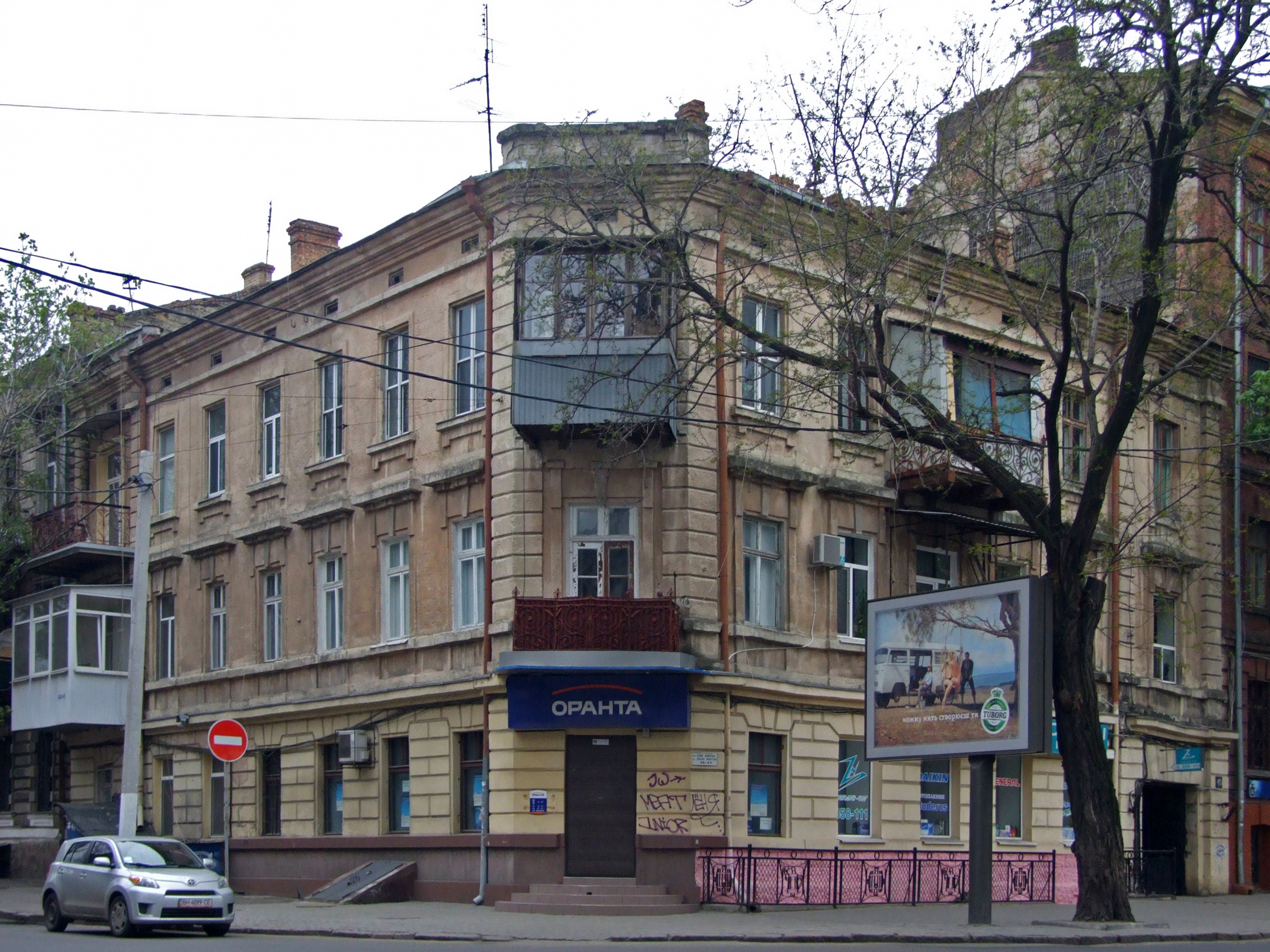
Будинок Ф. Лащенка, 1890
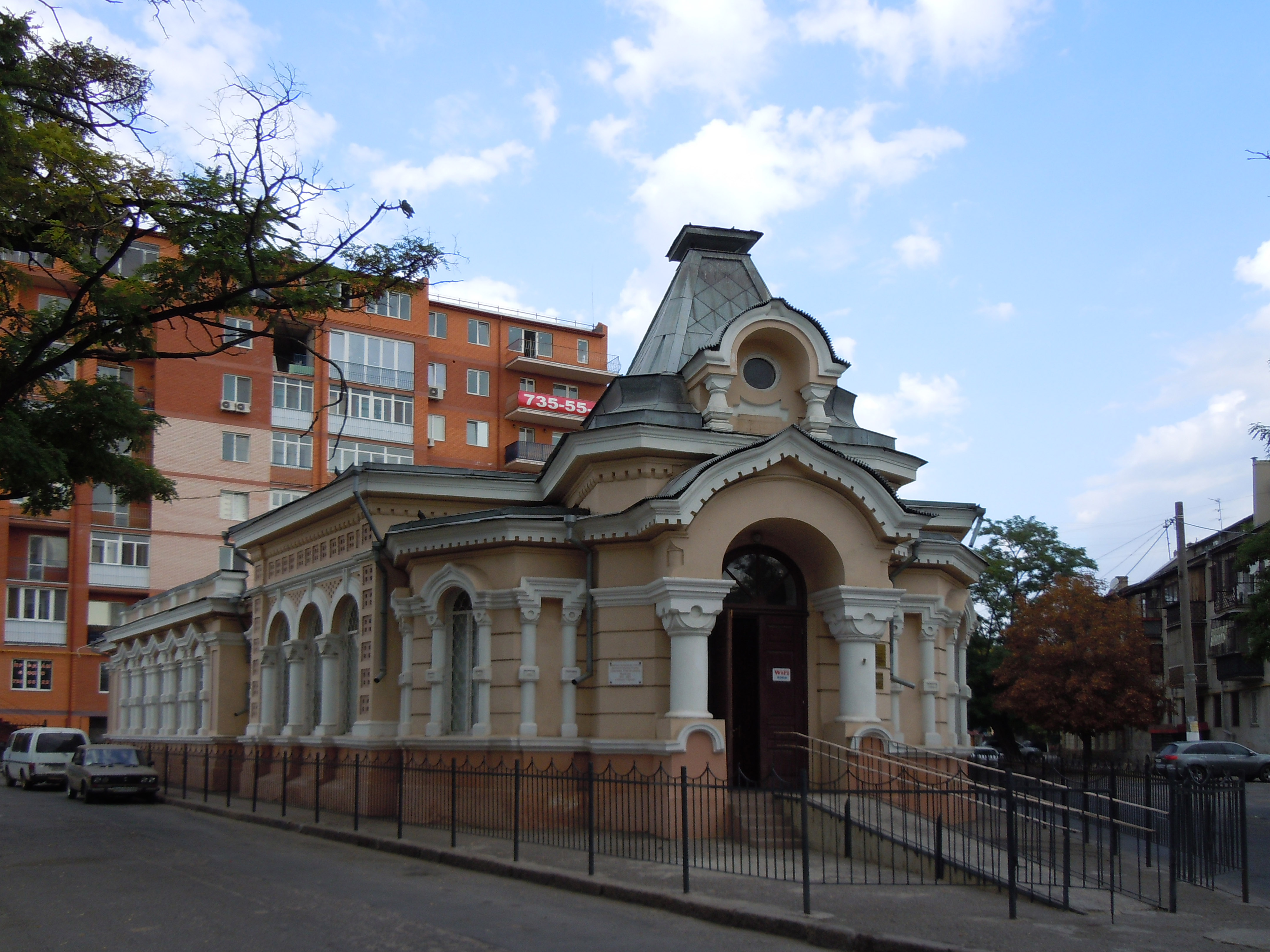
Міське початкове училище № 37 «Трикутне» з безкоштовною читальнею, 1890–1891
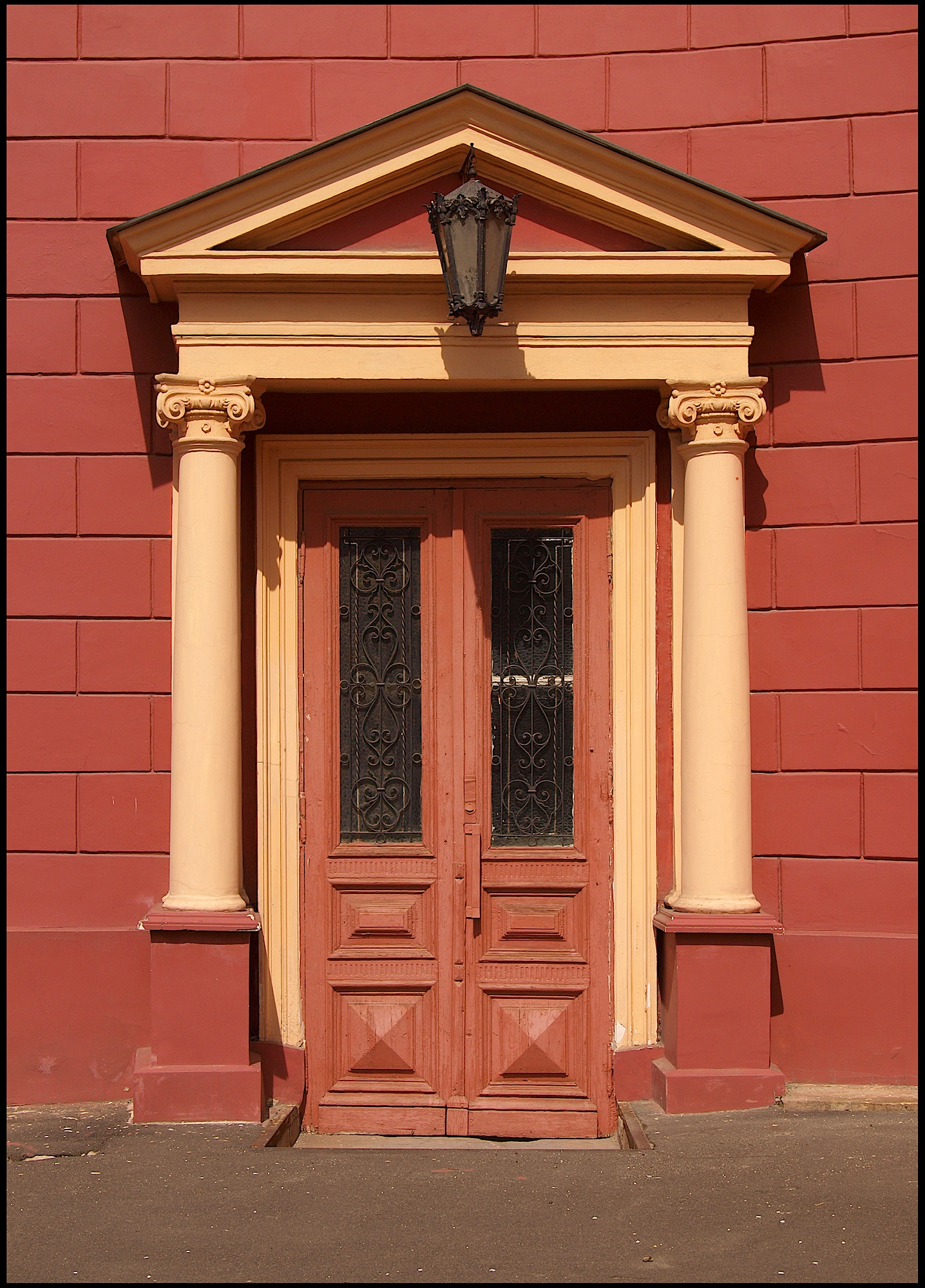
Вхід до народної аудиторії на Софіївській вулиці, 1890–1891
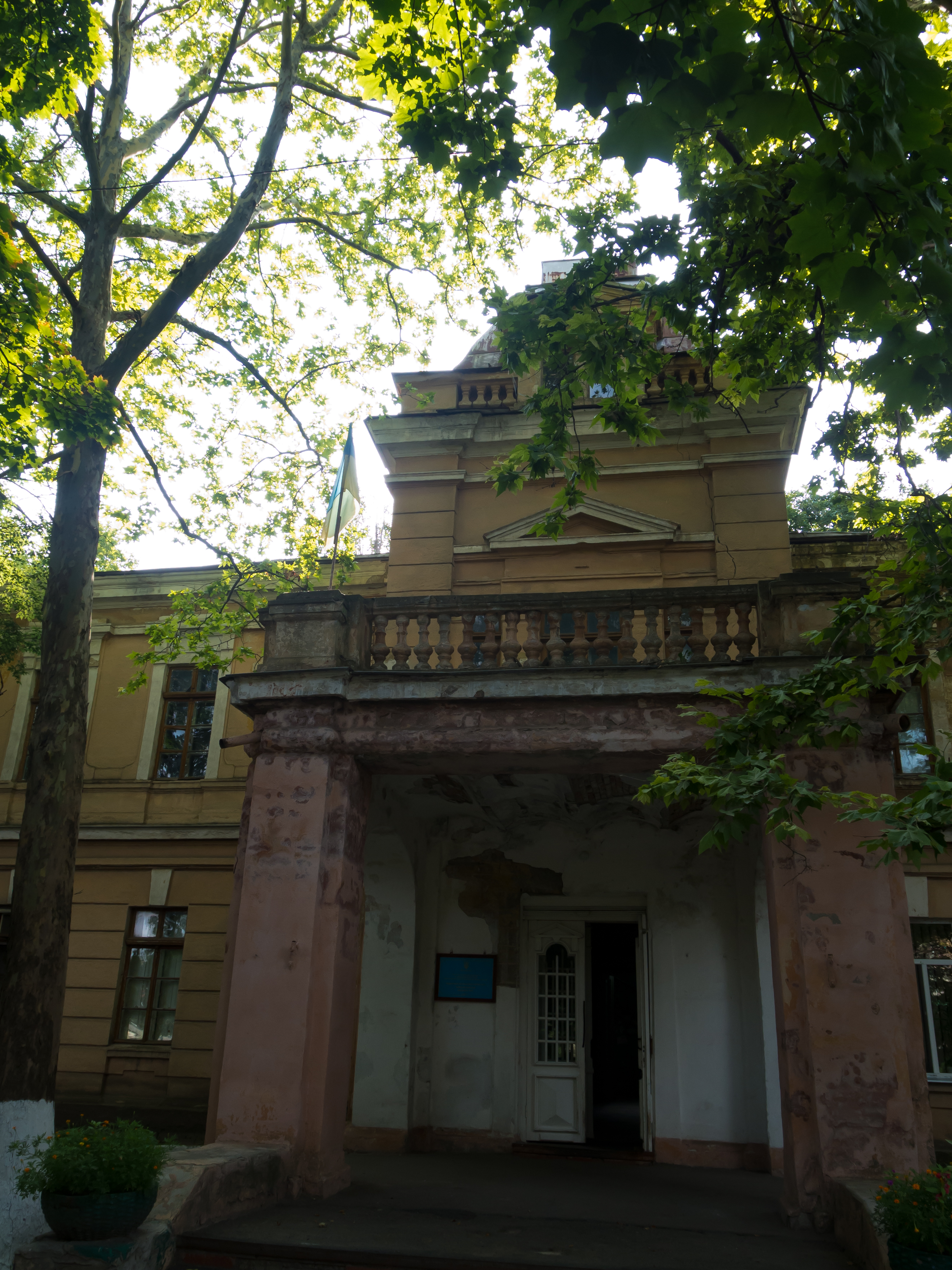
Приймальне відділення психіатричної лікарні, 1890–1892
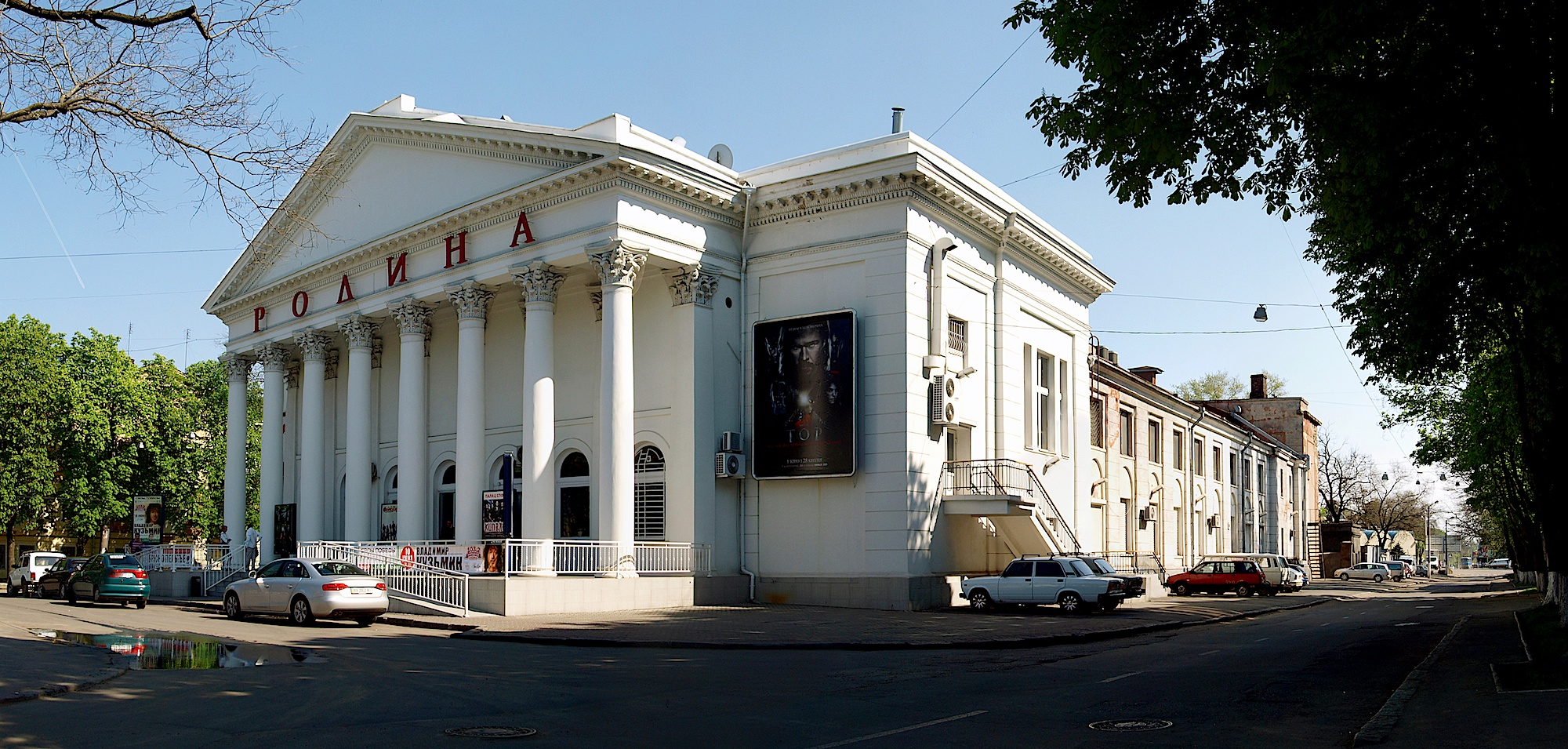
Міська аудиторія для народних читань, 1891–1893 (значно перебудована)
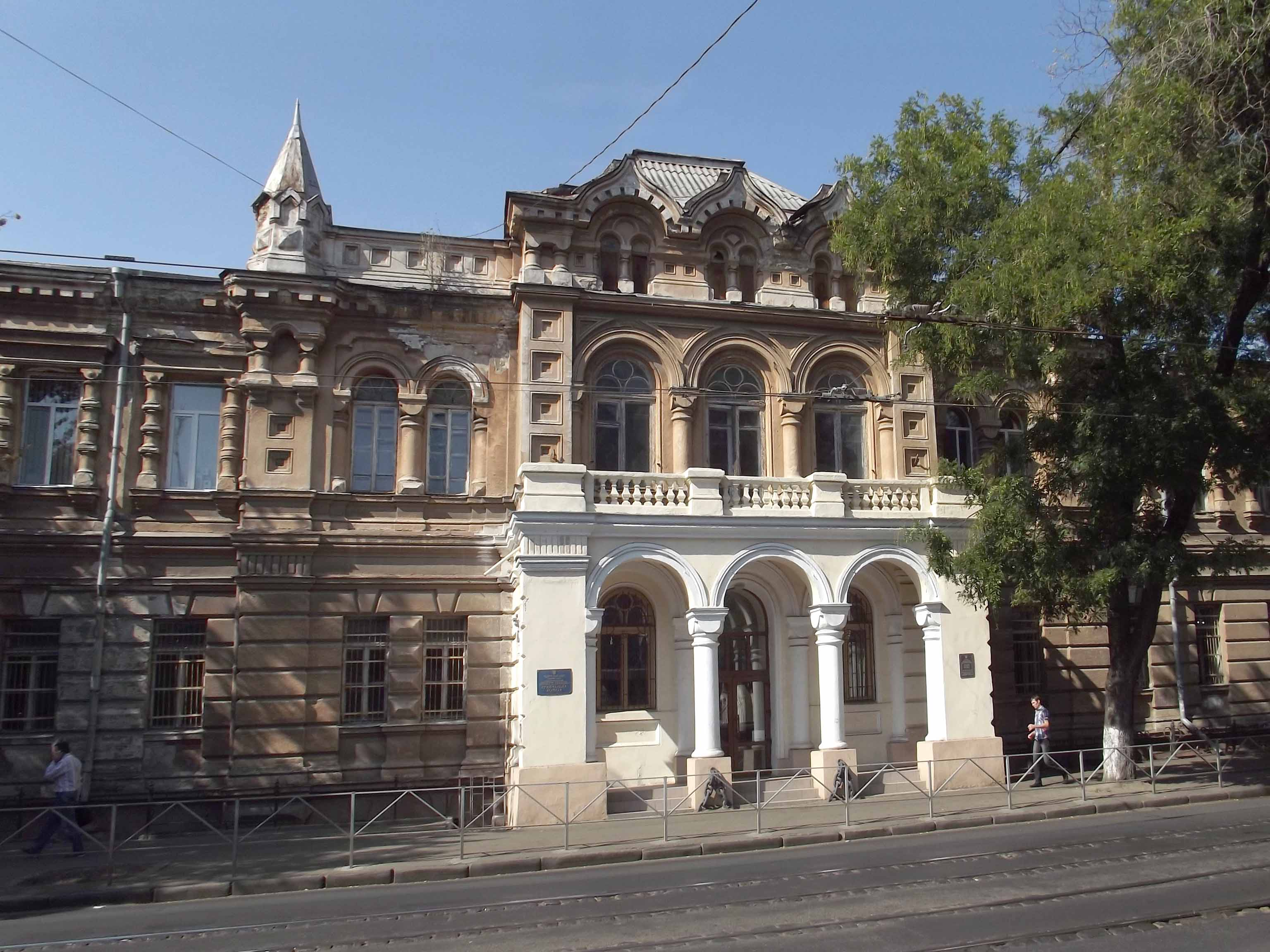
Інвалідний будинок Міщанської управи, 1891–1892
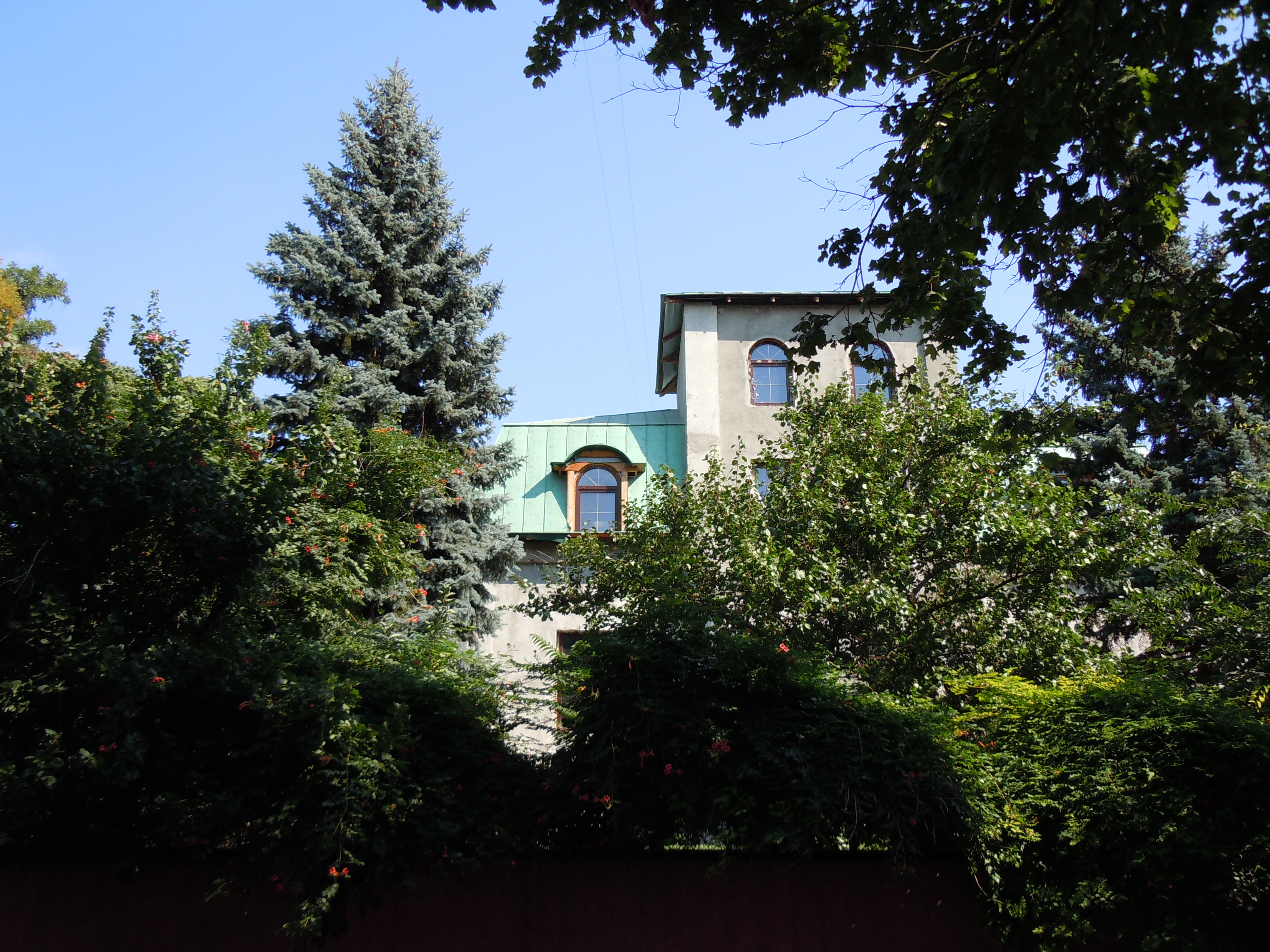
Особняк М. Клименка, 1892 (значно перебудований)
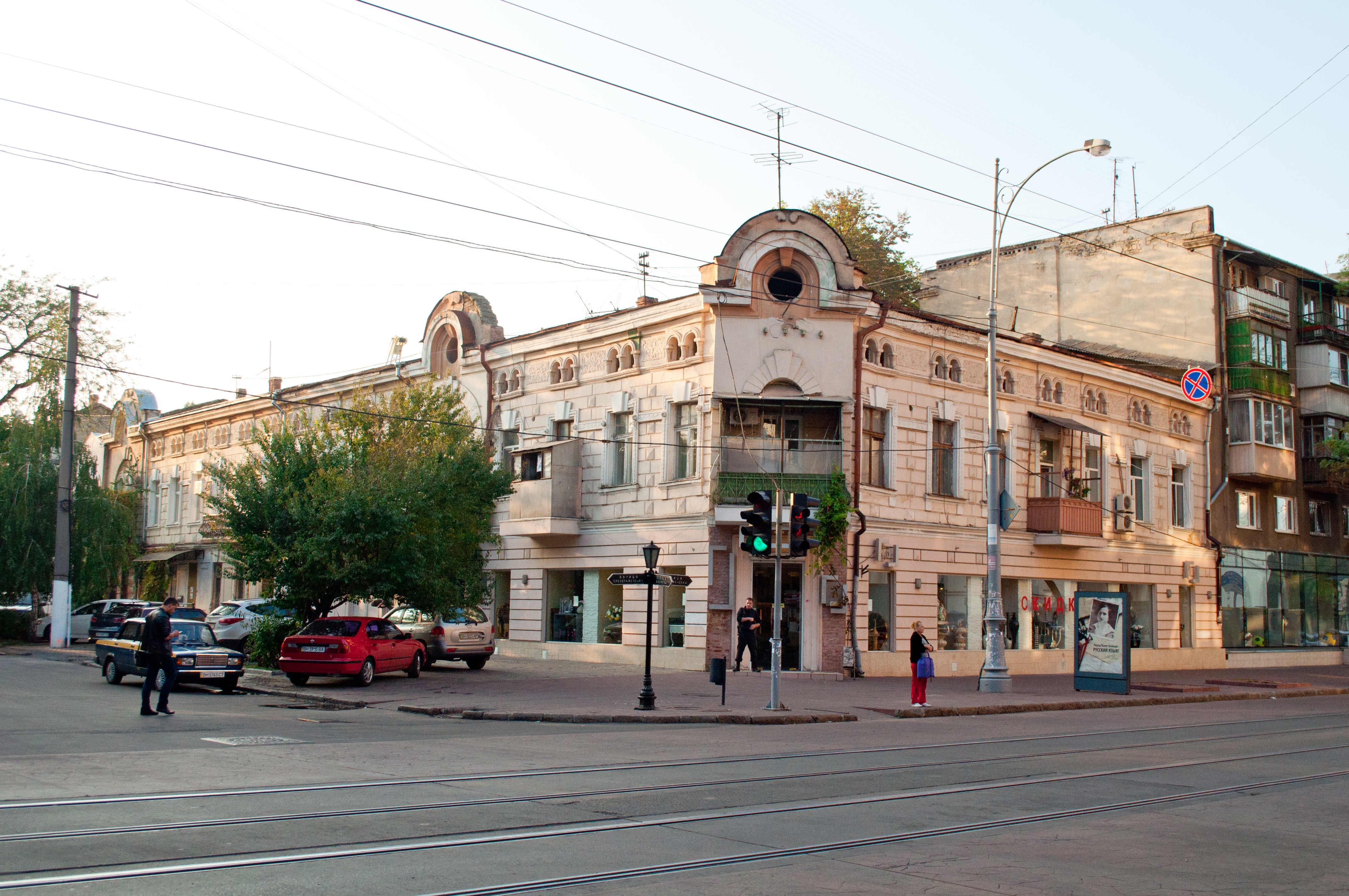
Будинок С. Н. Фролова, проєкт реконструкції: 1892, Роботи: 1893
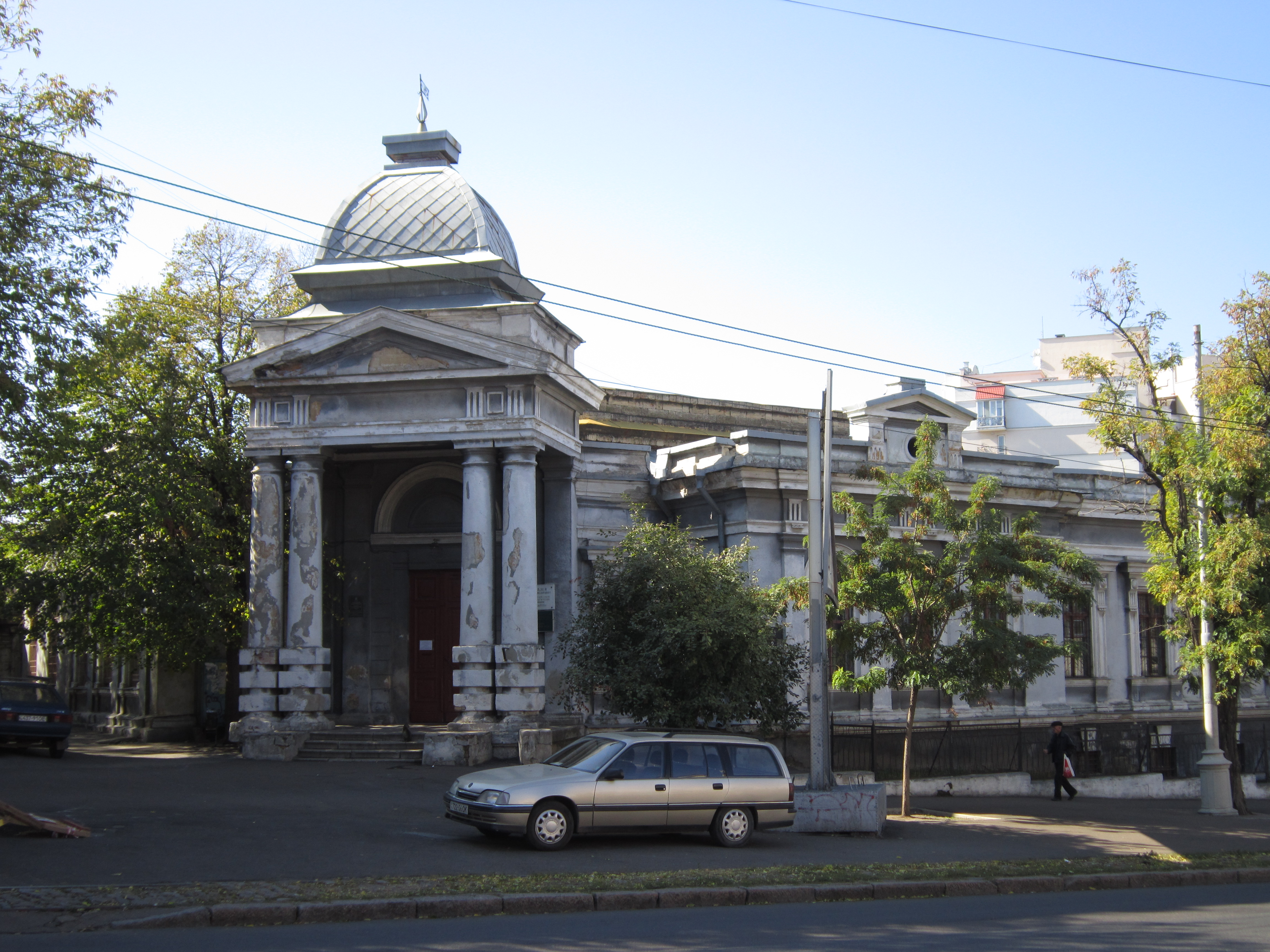
Міська бактеріологічна станція, 1894–1895
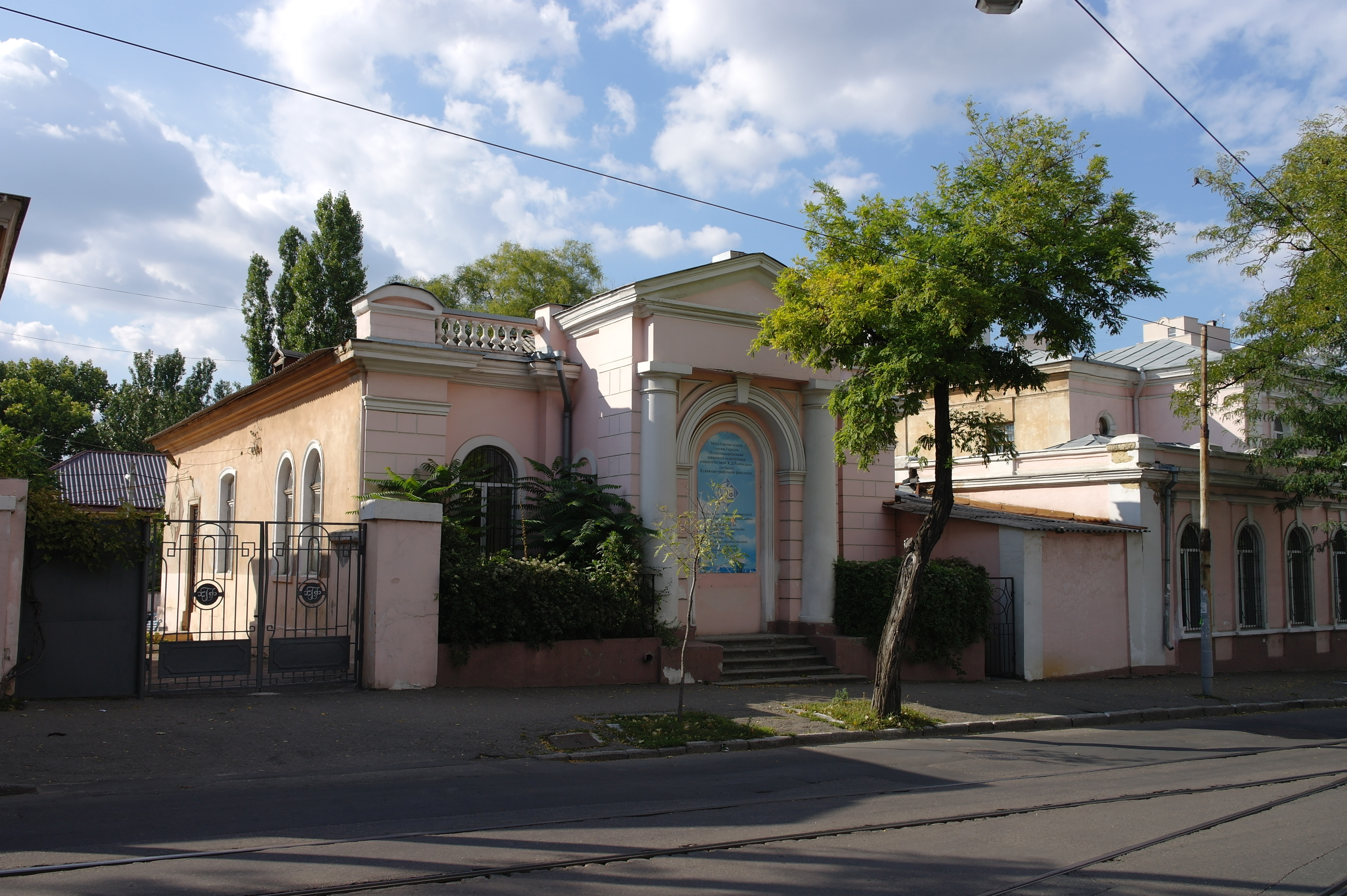
Ювілейна їдальня і дитячий денний притулок, 1894
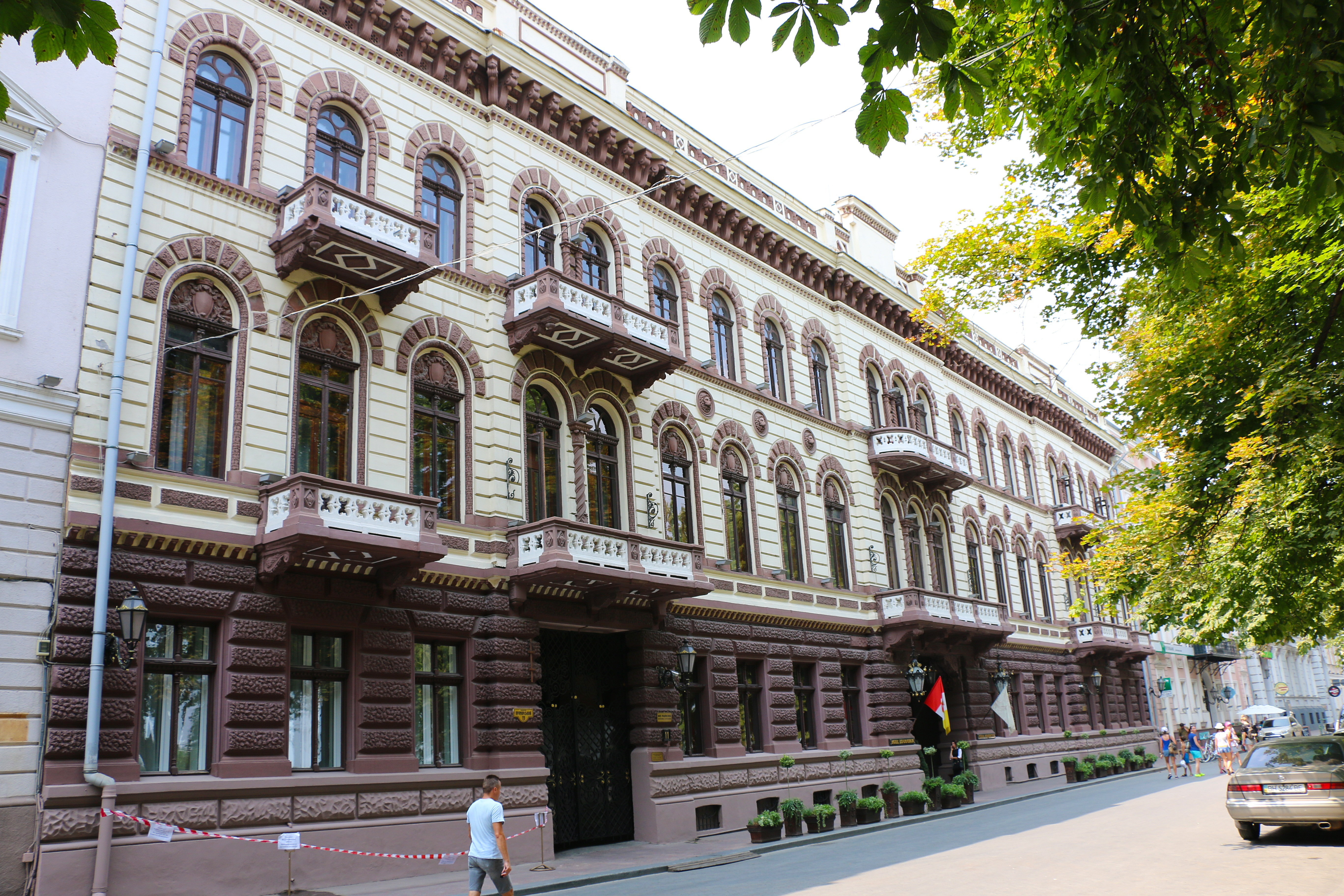
Готель «Лондонській», реконстр. 1898–1899
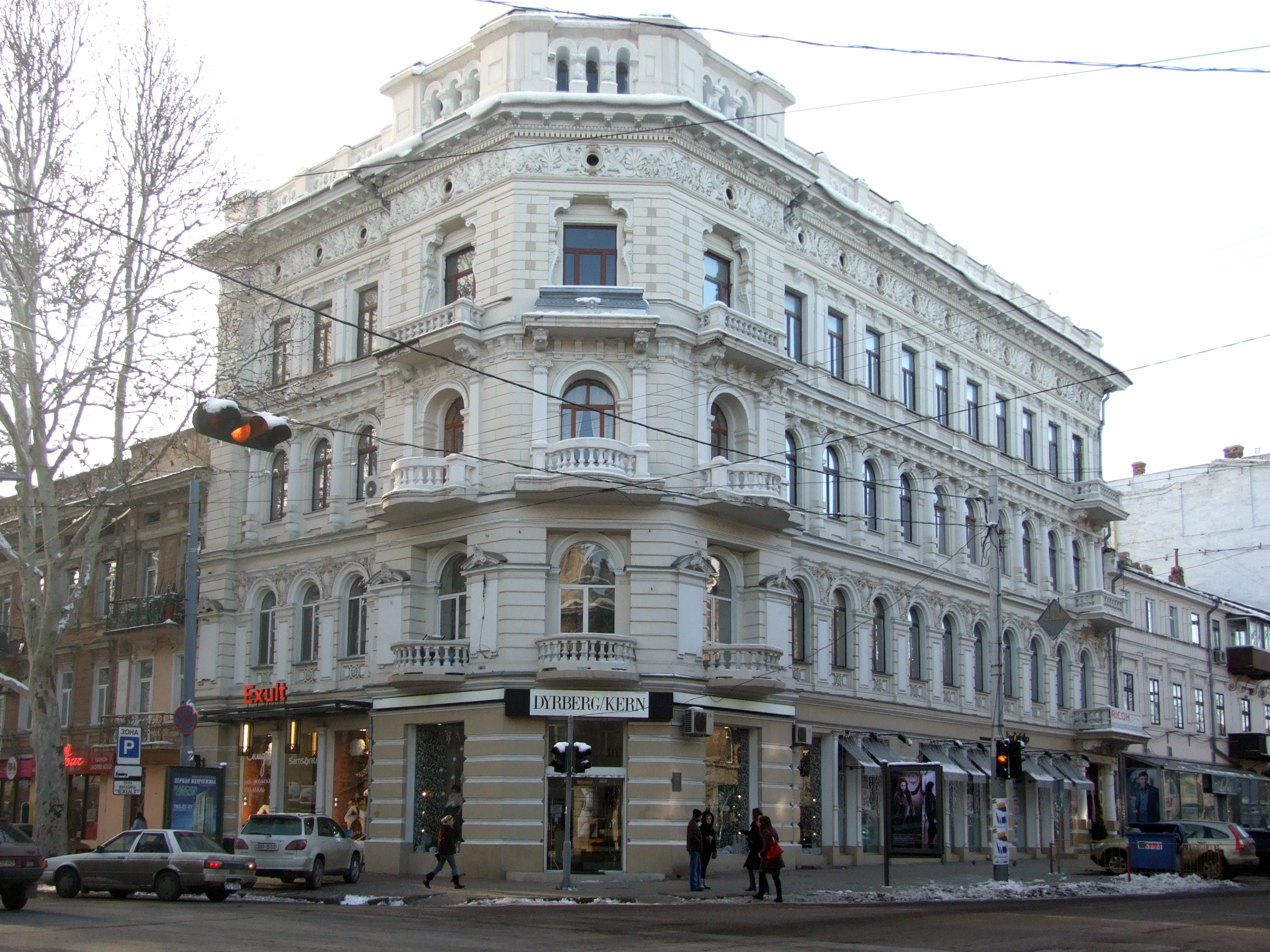
Будинок М. М. Маврокордато, 1899–1900
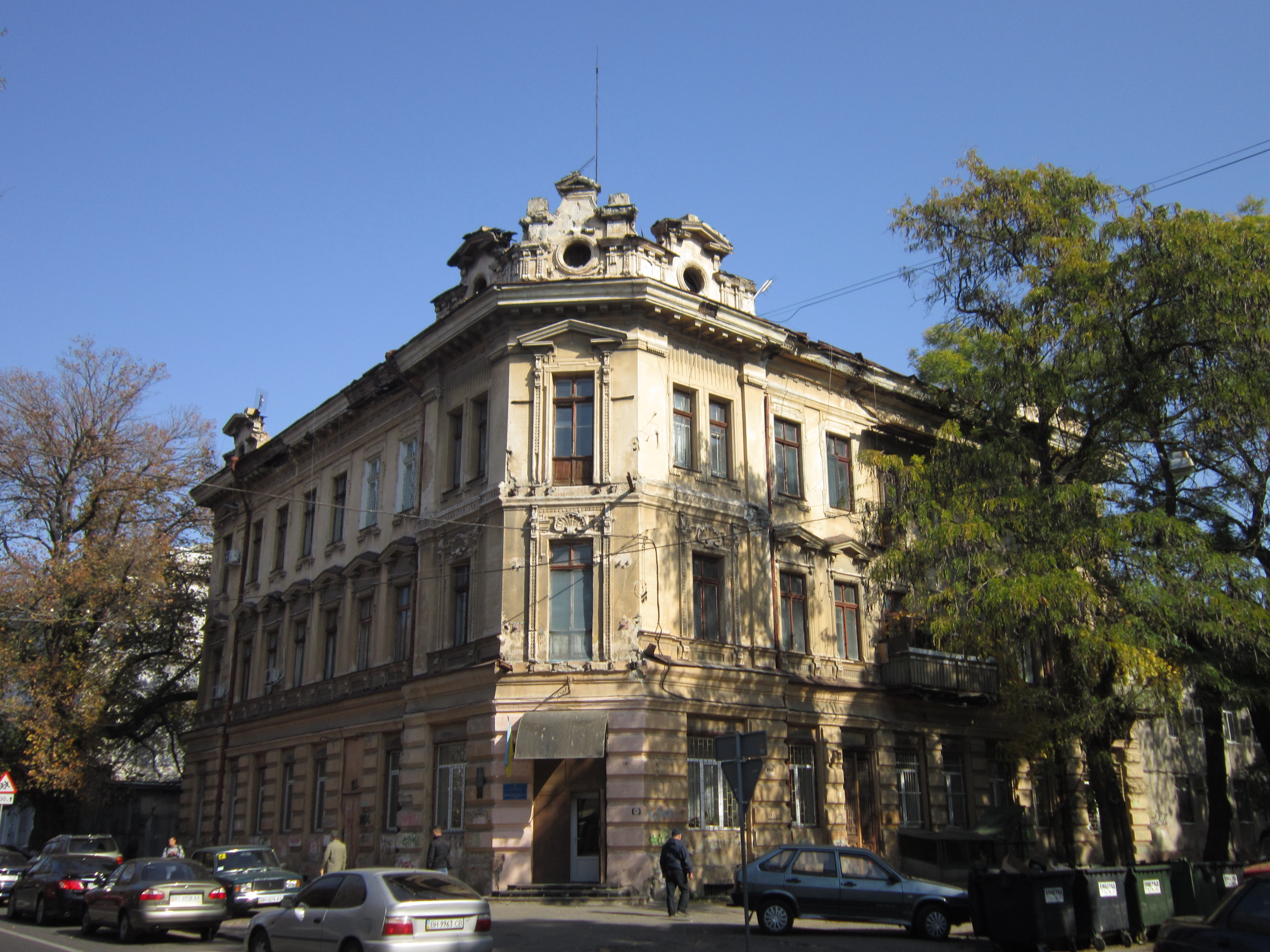
Житловий будинок Покровської церкви, 1899–1901 (закінчений Короповським В. А.)
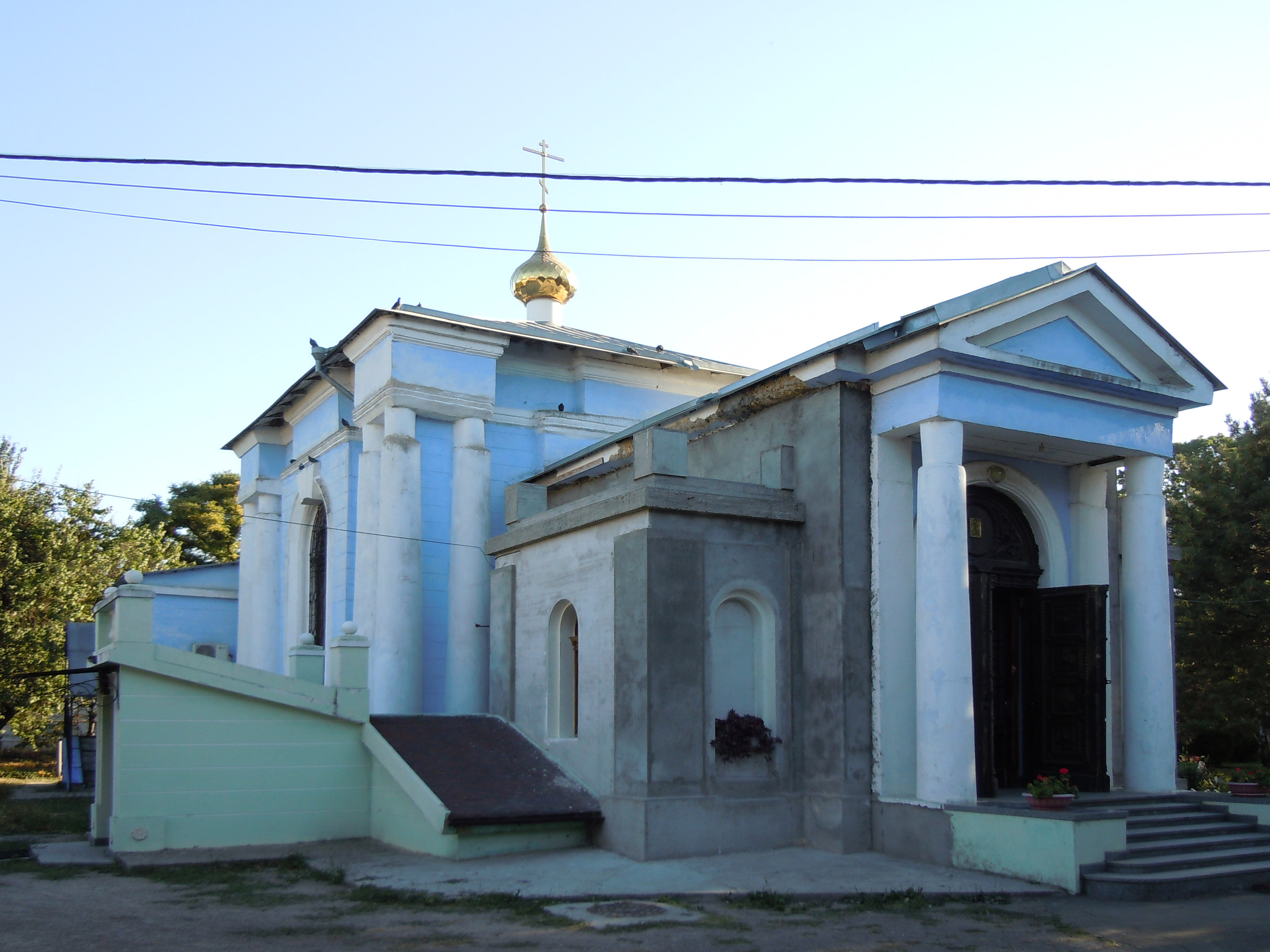
Храм Св. Миколая та Аріадни при богадільні Грецького благодійного товариства, 1900–1902 (значно перебудований)
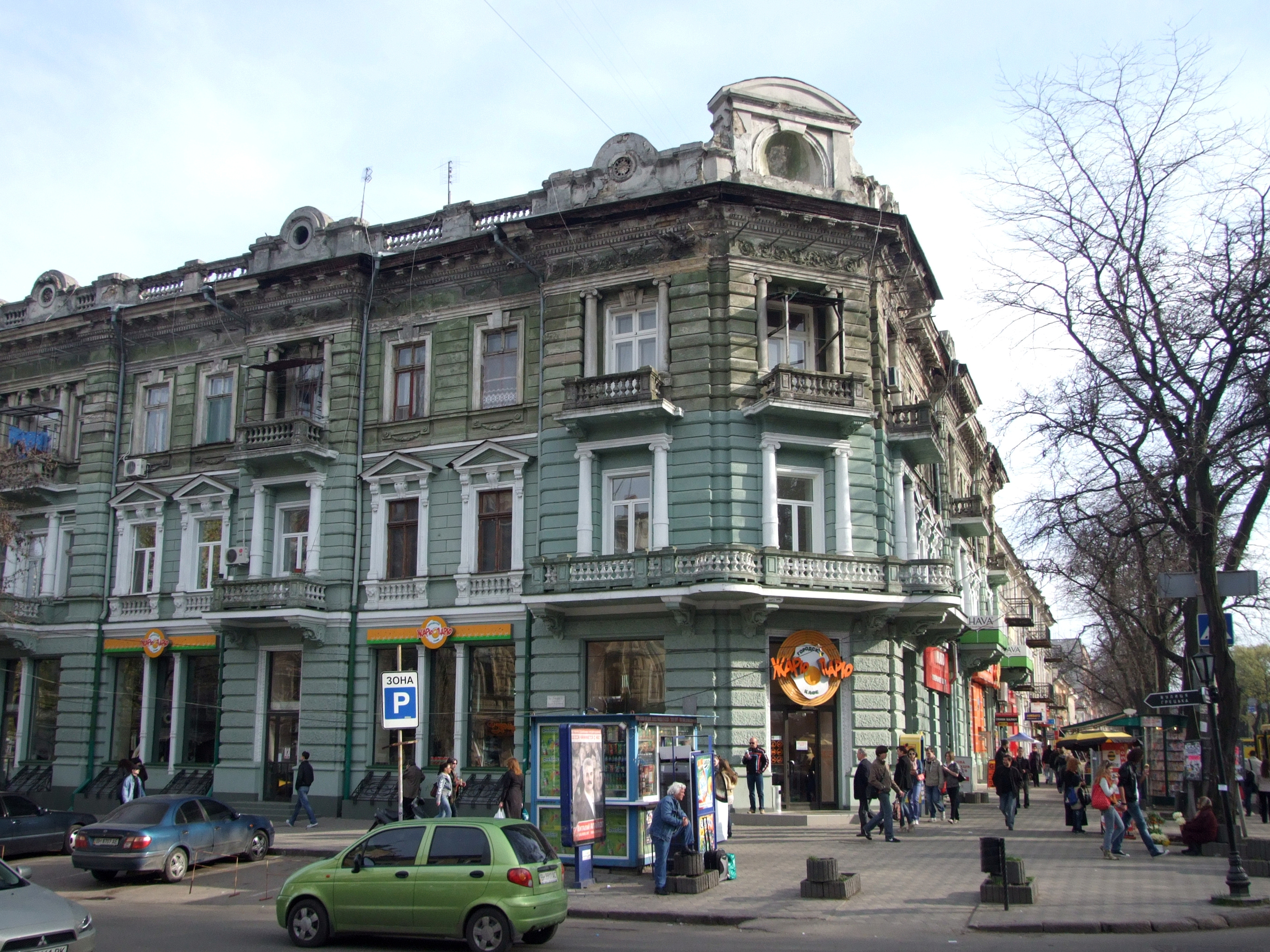
Будинок Юр'євича, поч. XX ст.
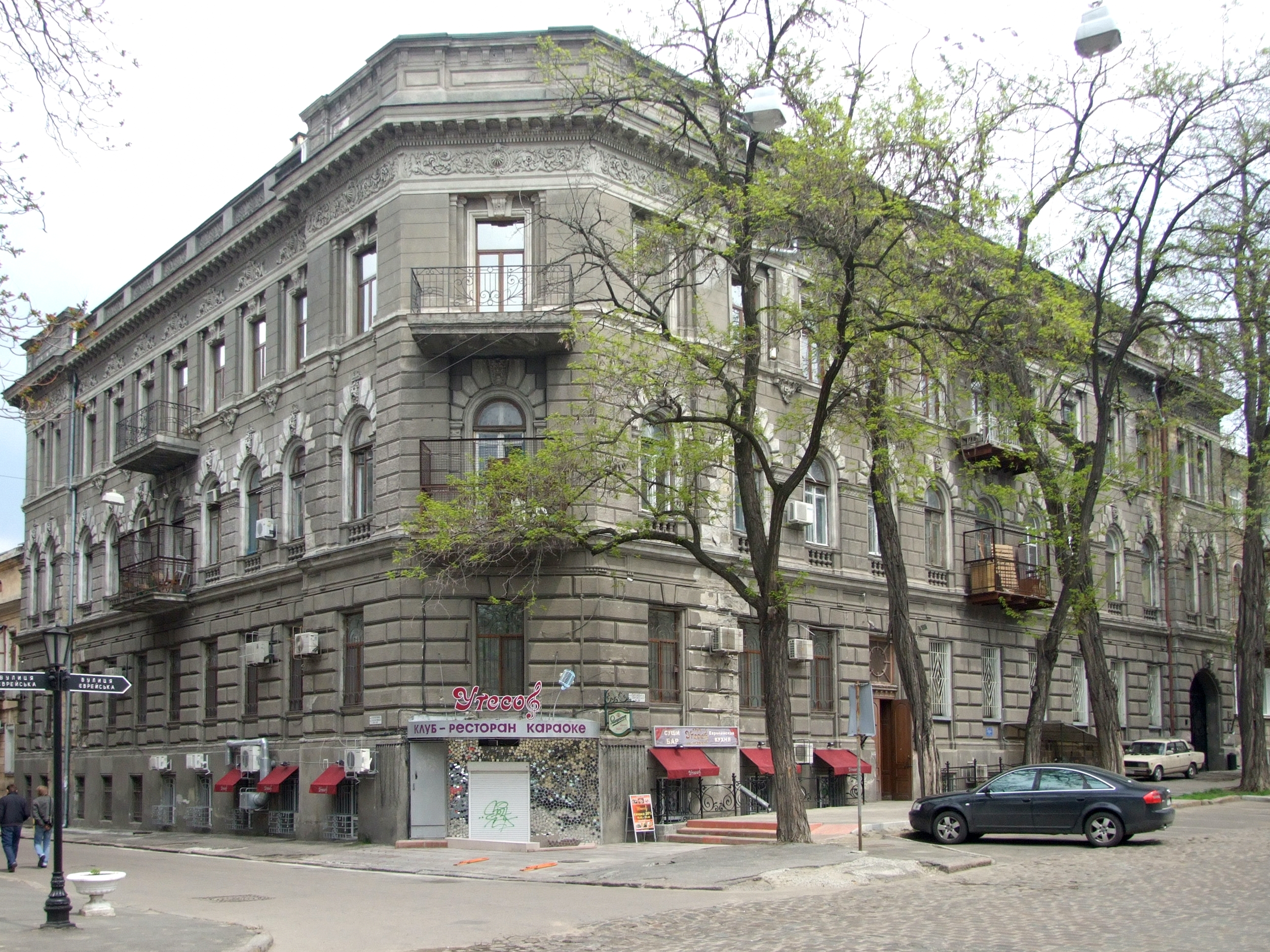
Будинок В. А. Анатра, 1901–1902
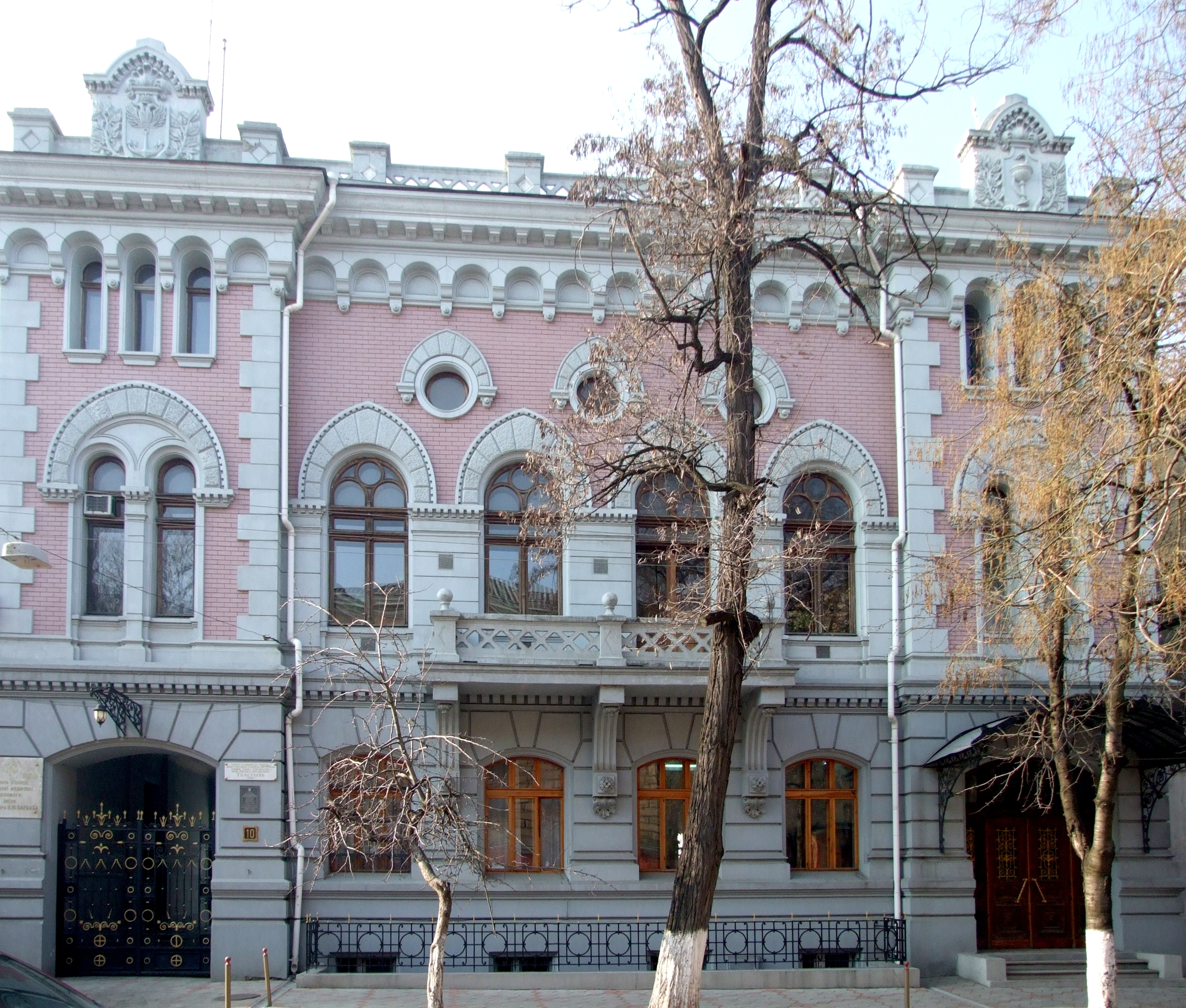
Будинок станції швидкої медичної допомоги, 1901–1902
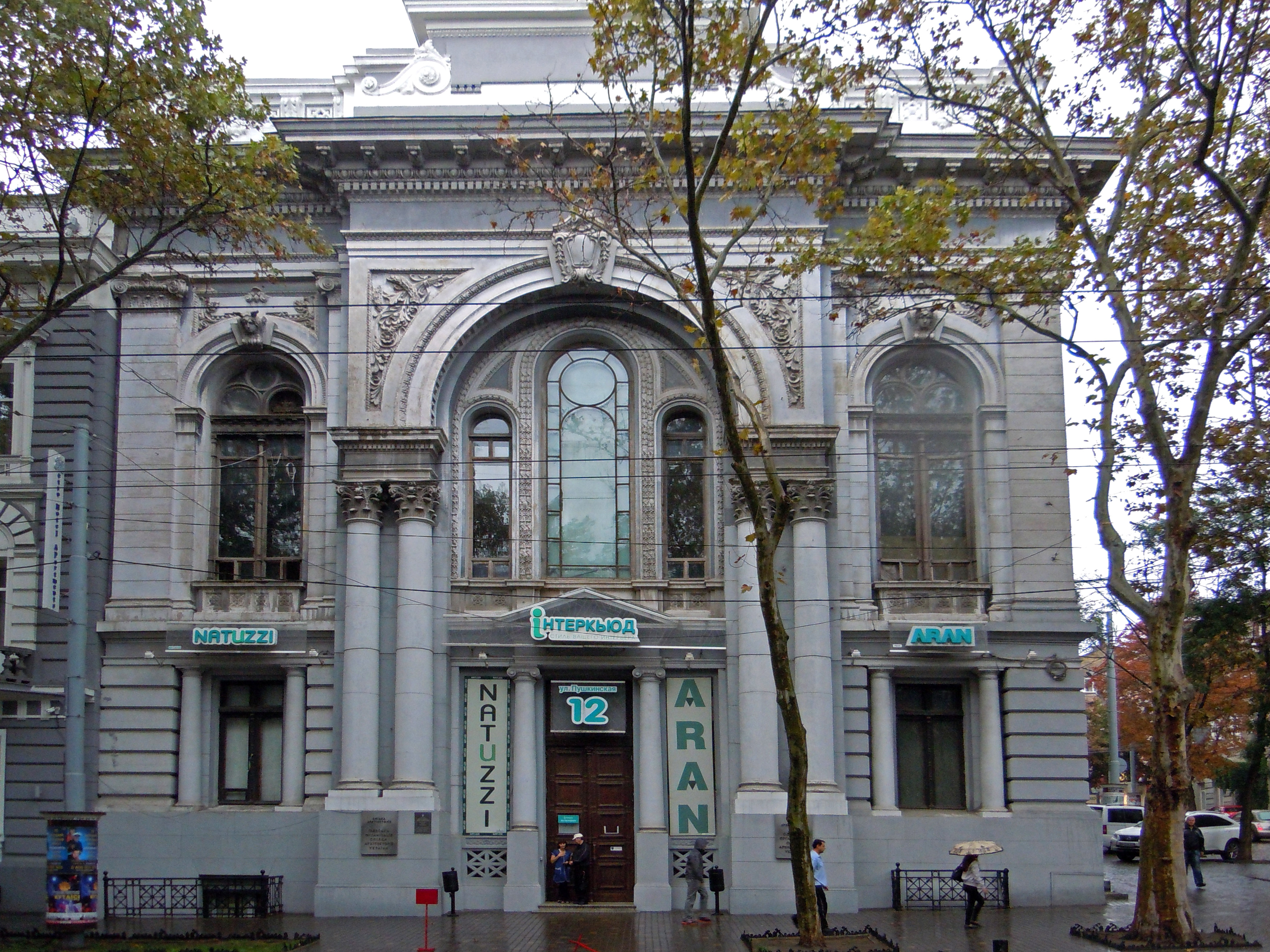
Обліковий банк, 1904–1906
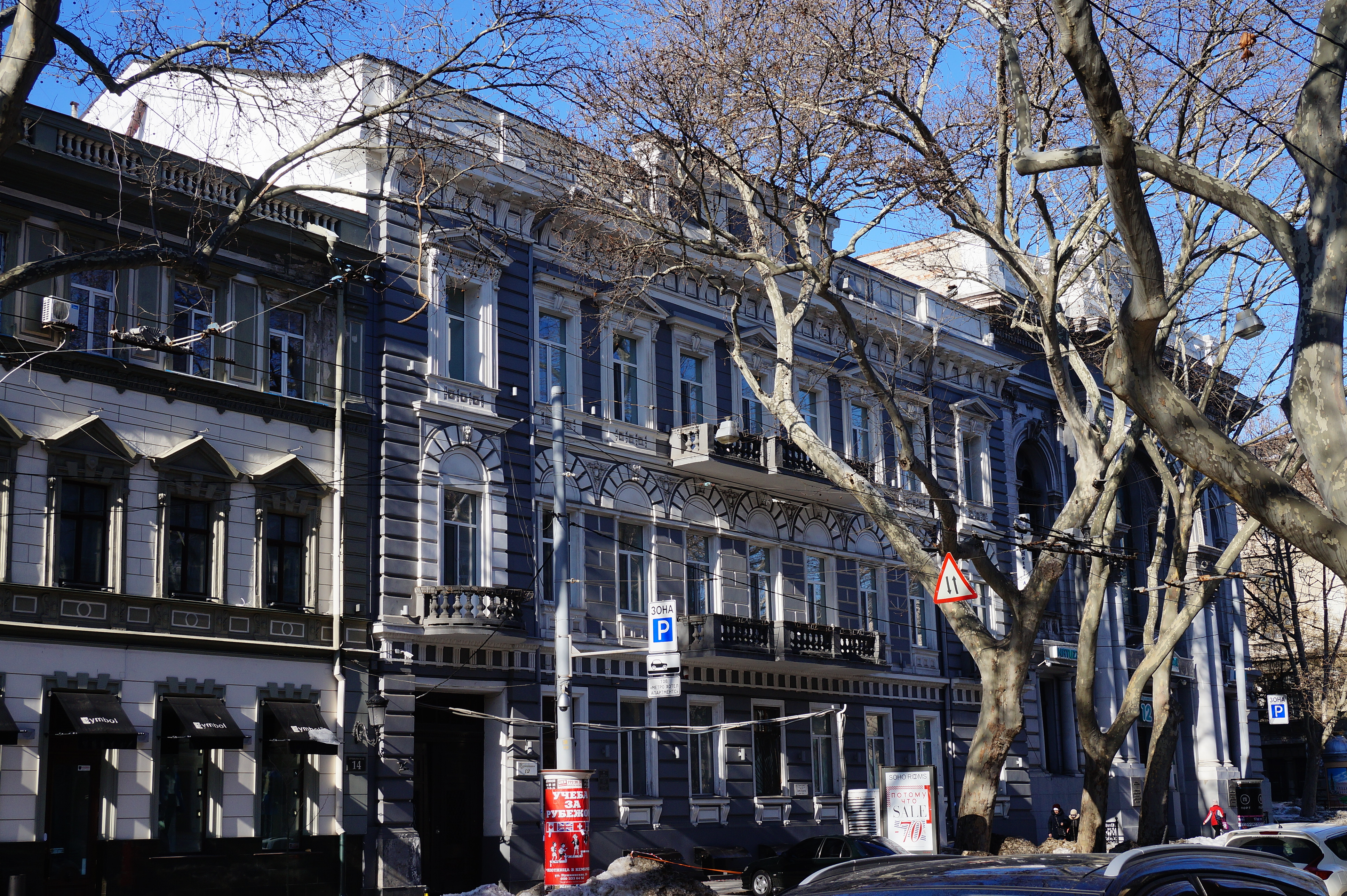
Будинок банківських службовців, поч. 1900-х рр.
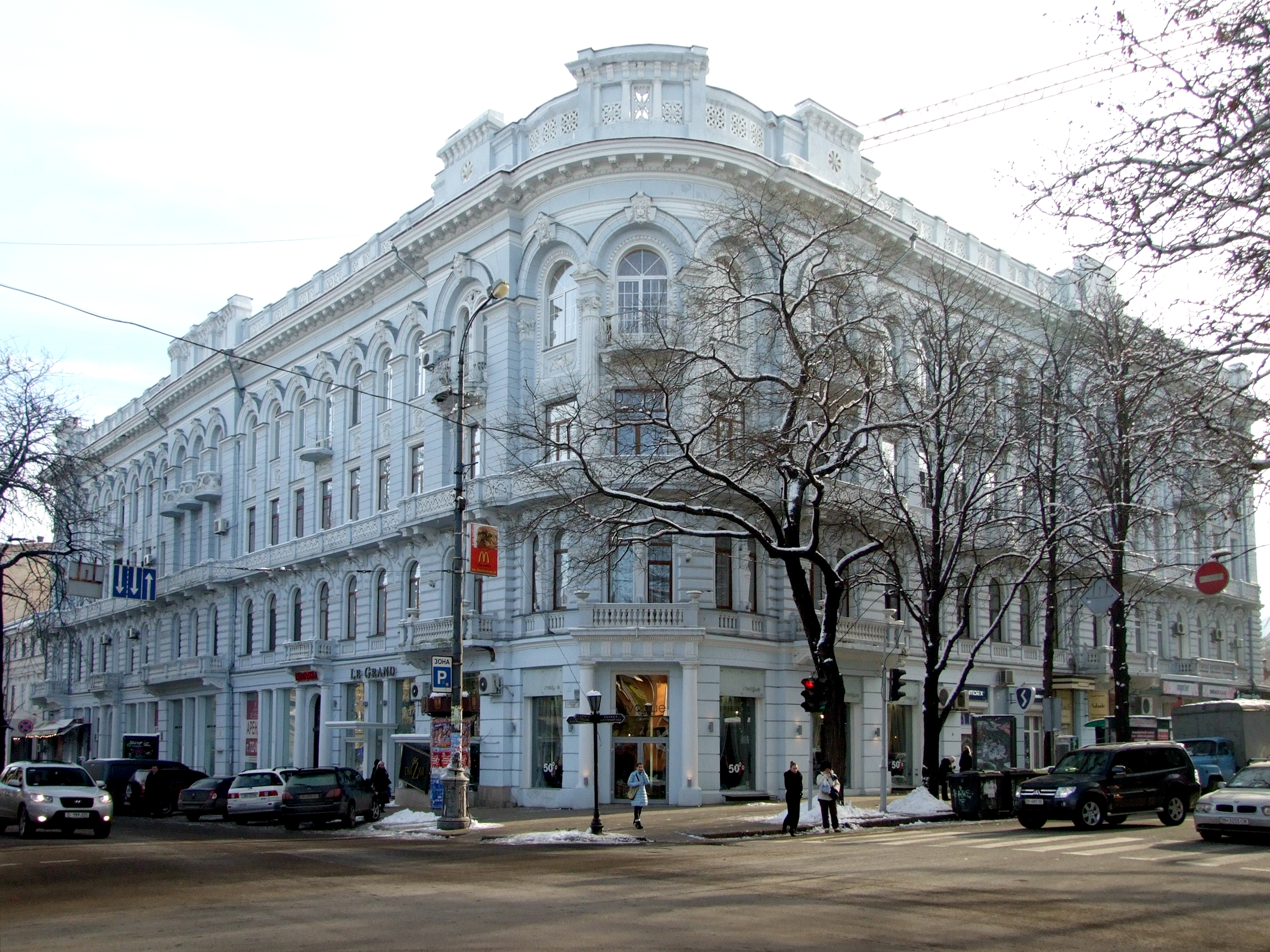
Будинок М. М. Маврокордато, ? — 1905
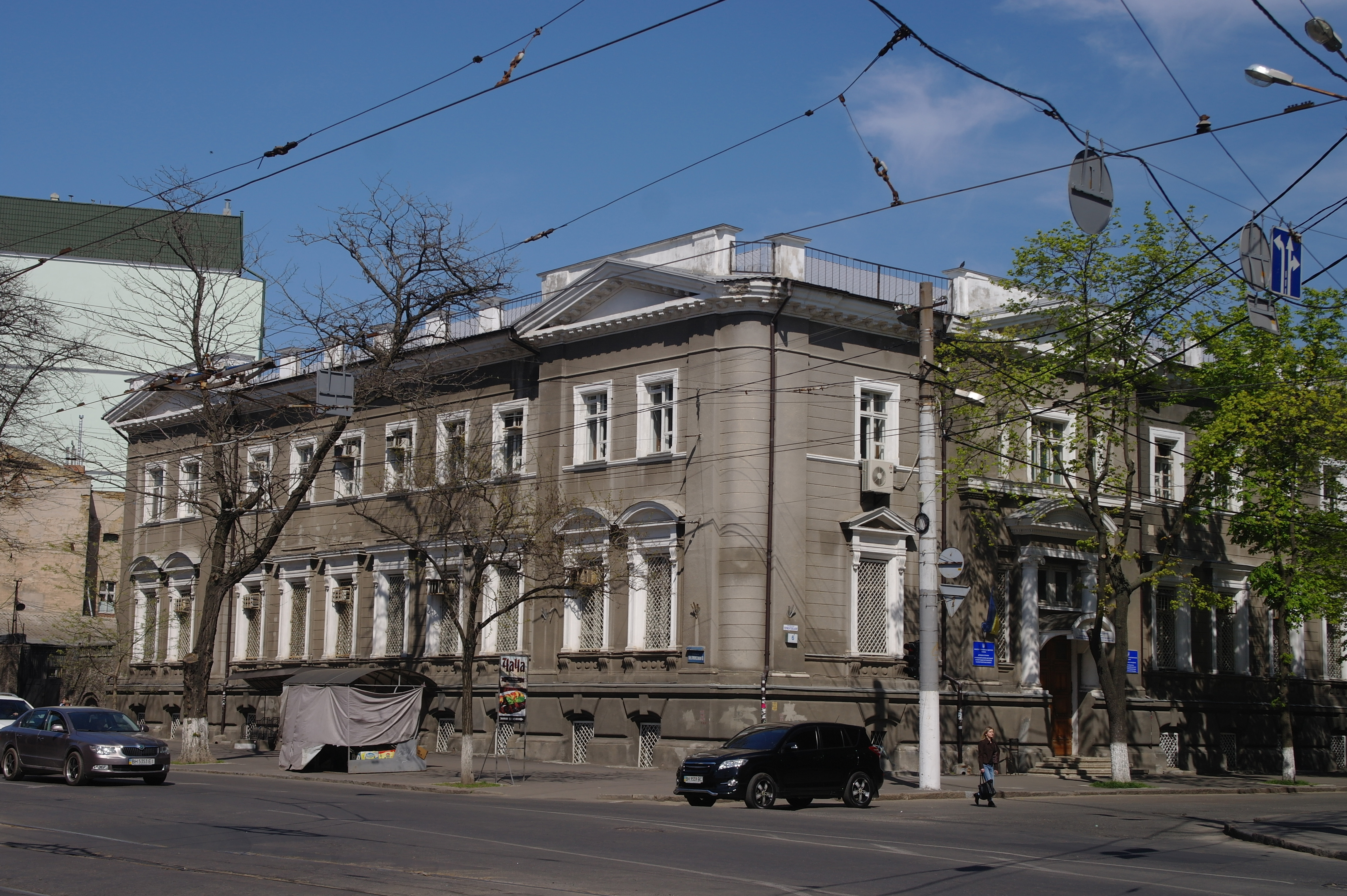
Особняк С. М. Гіжицького, 1906 (пізніше надбуд. 2-м поверхом)
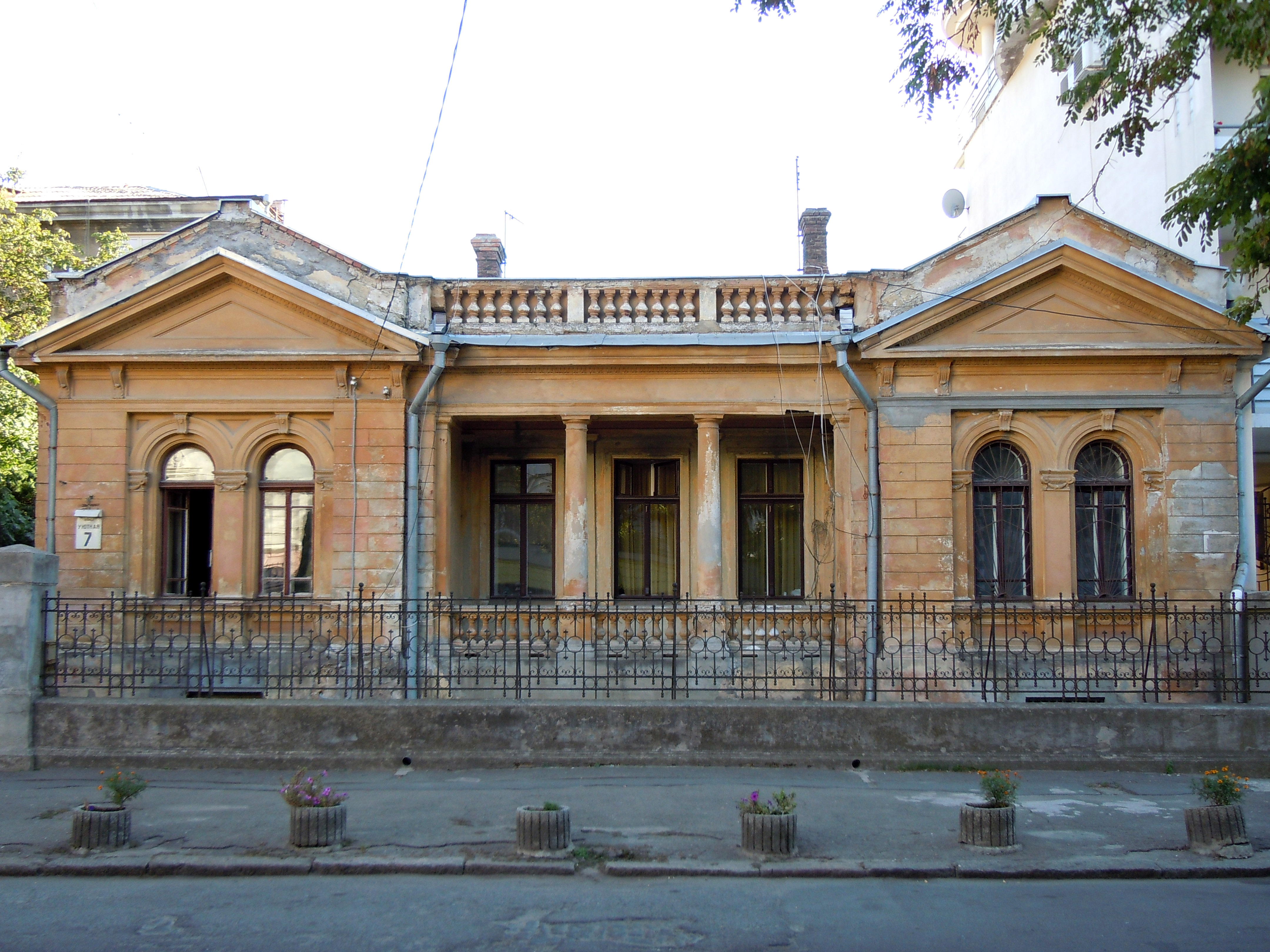
Особняк Є. І. Запорожченка, 1909
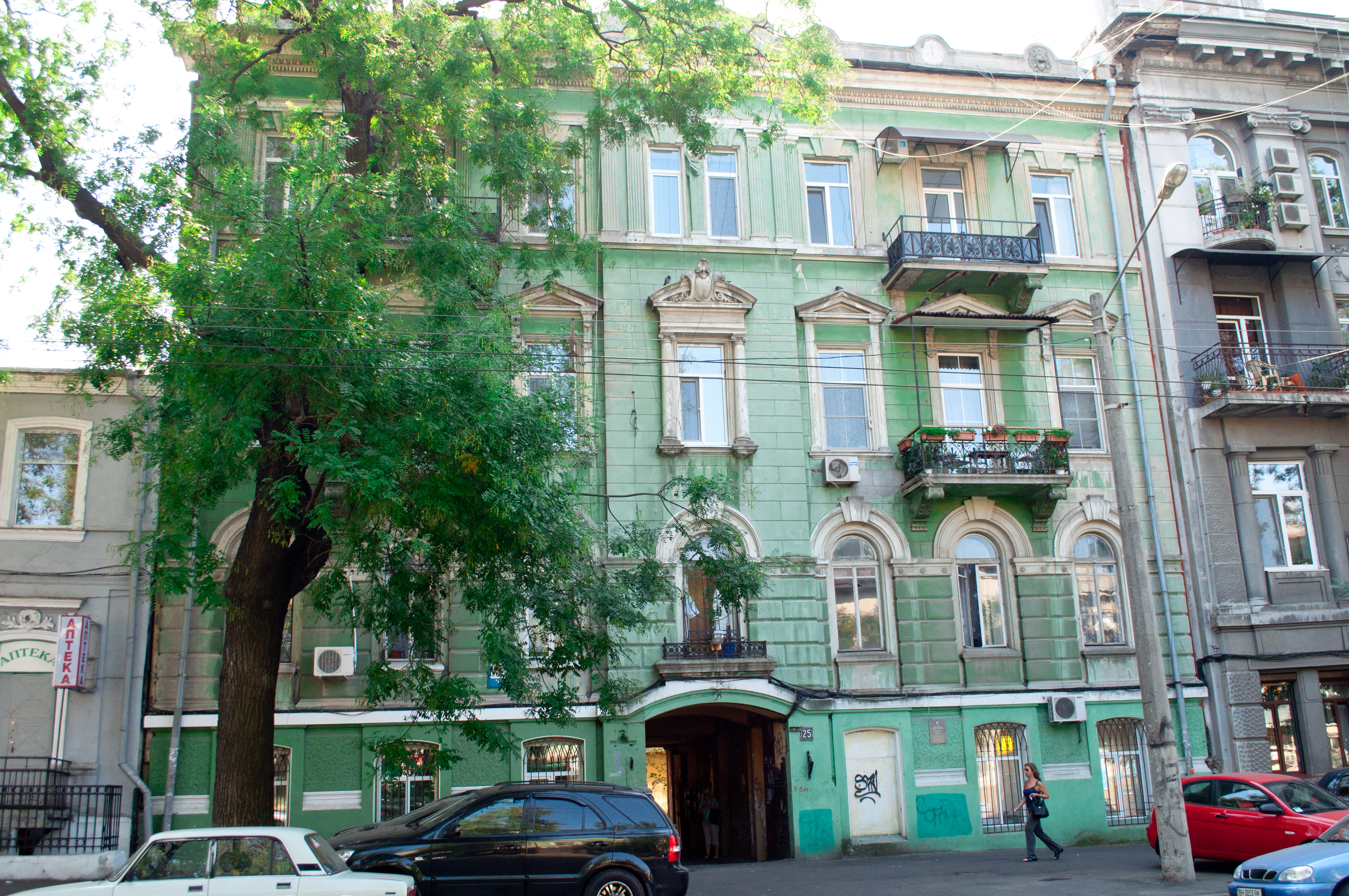
Будинок А. А. Анатра, 1911–1912
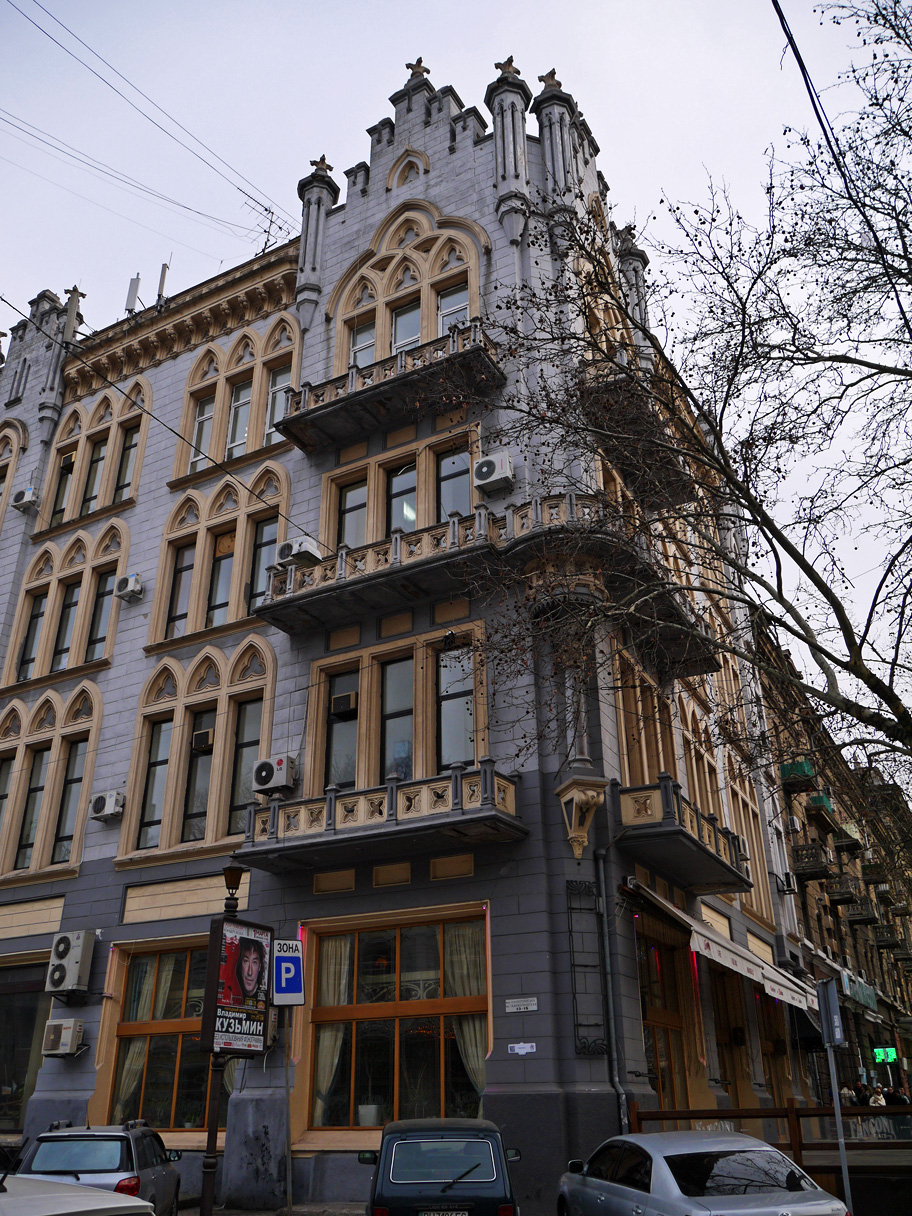
Будинок С. О. Григор'євої, 1912–1913 (спільно з Кундертом В. І.)
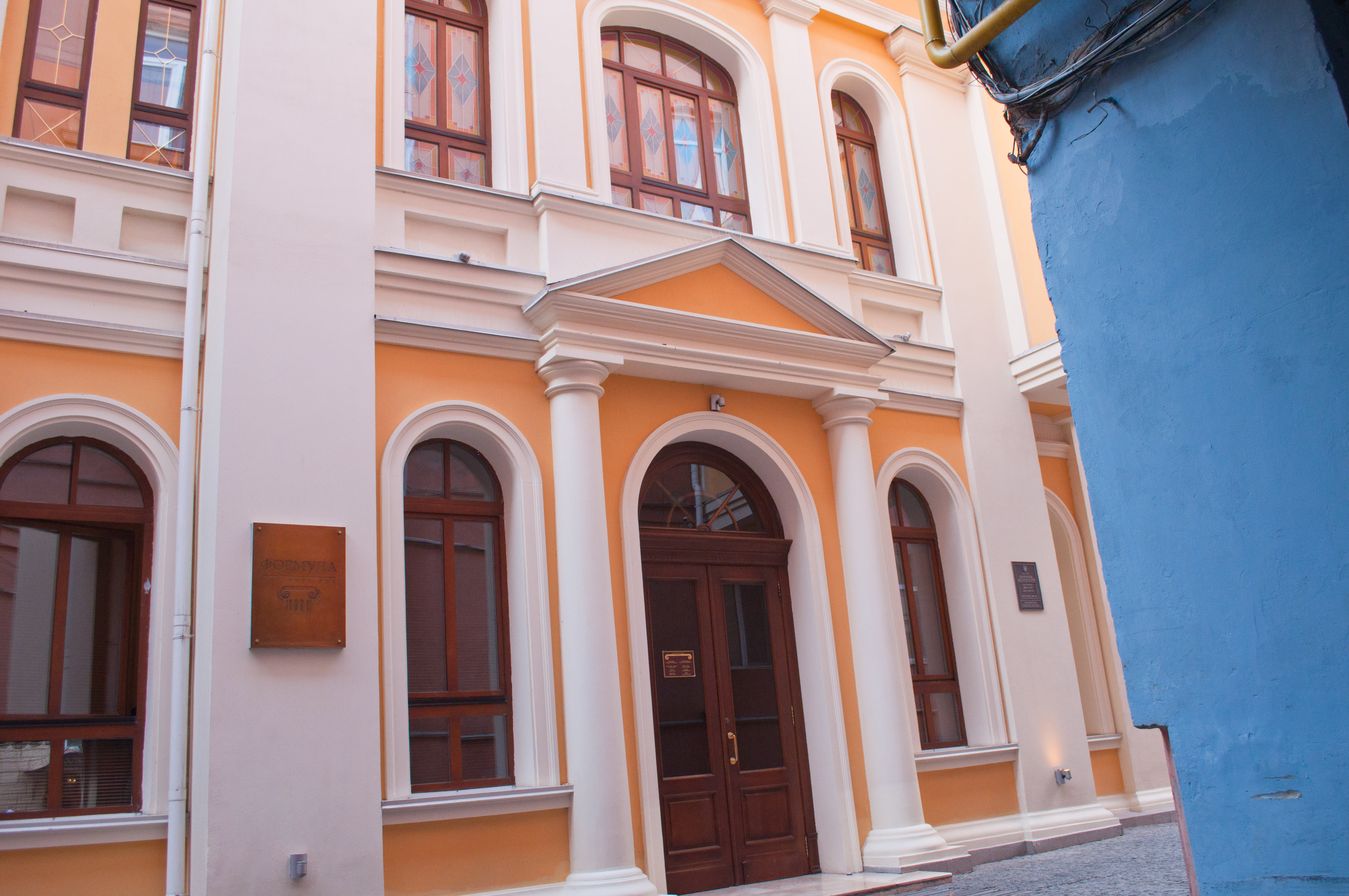
Театр-вар'єте при готелі «Північний». Реконструкція, 1913
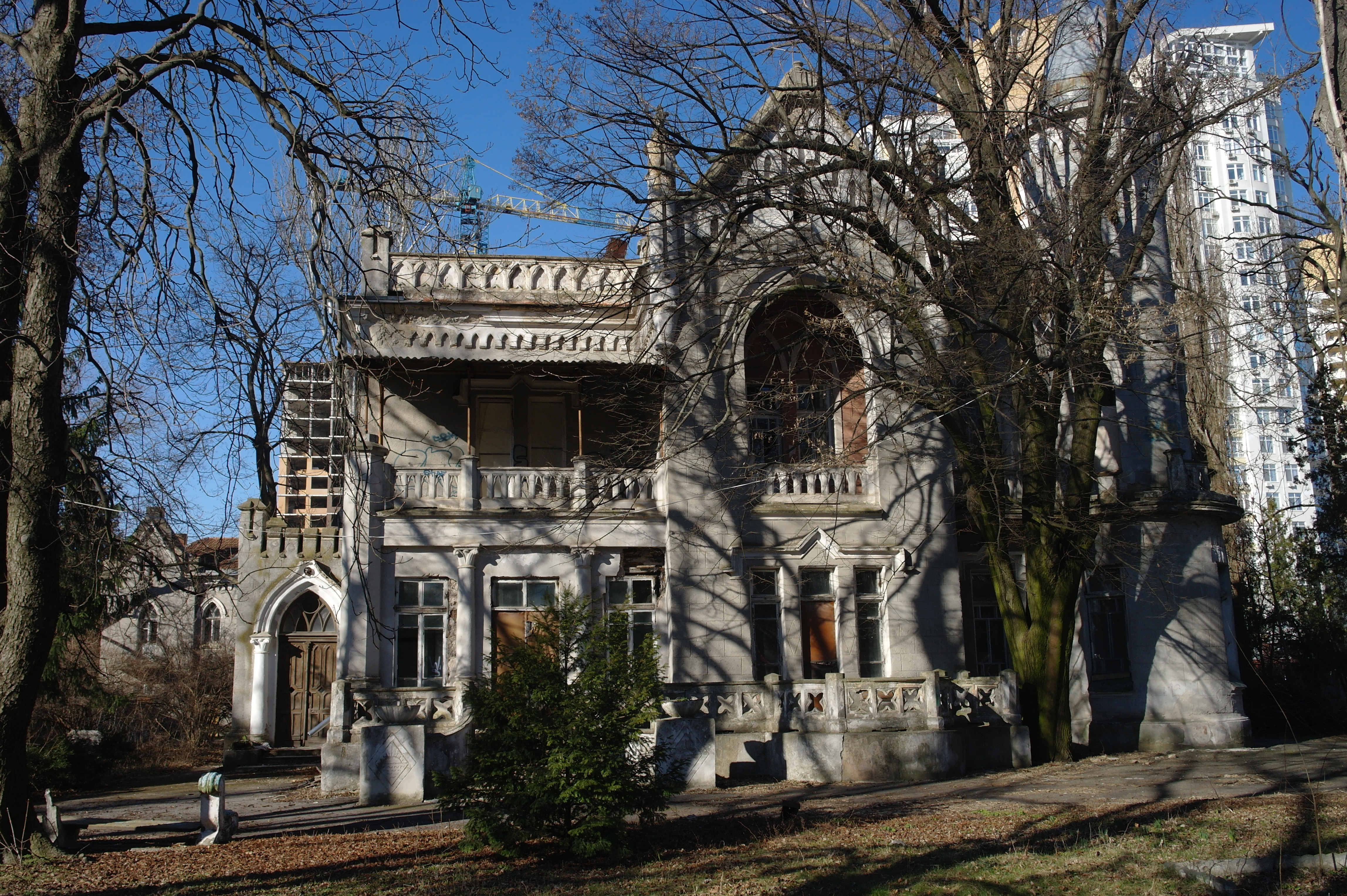
Особняк В. А. Анатра, 1913
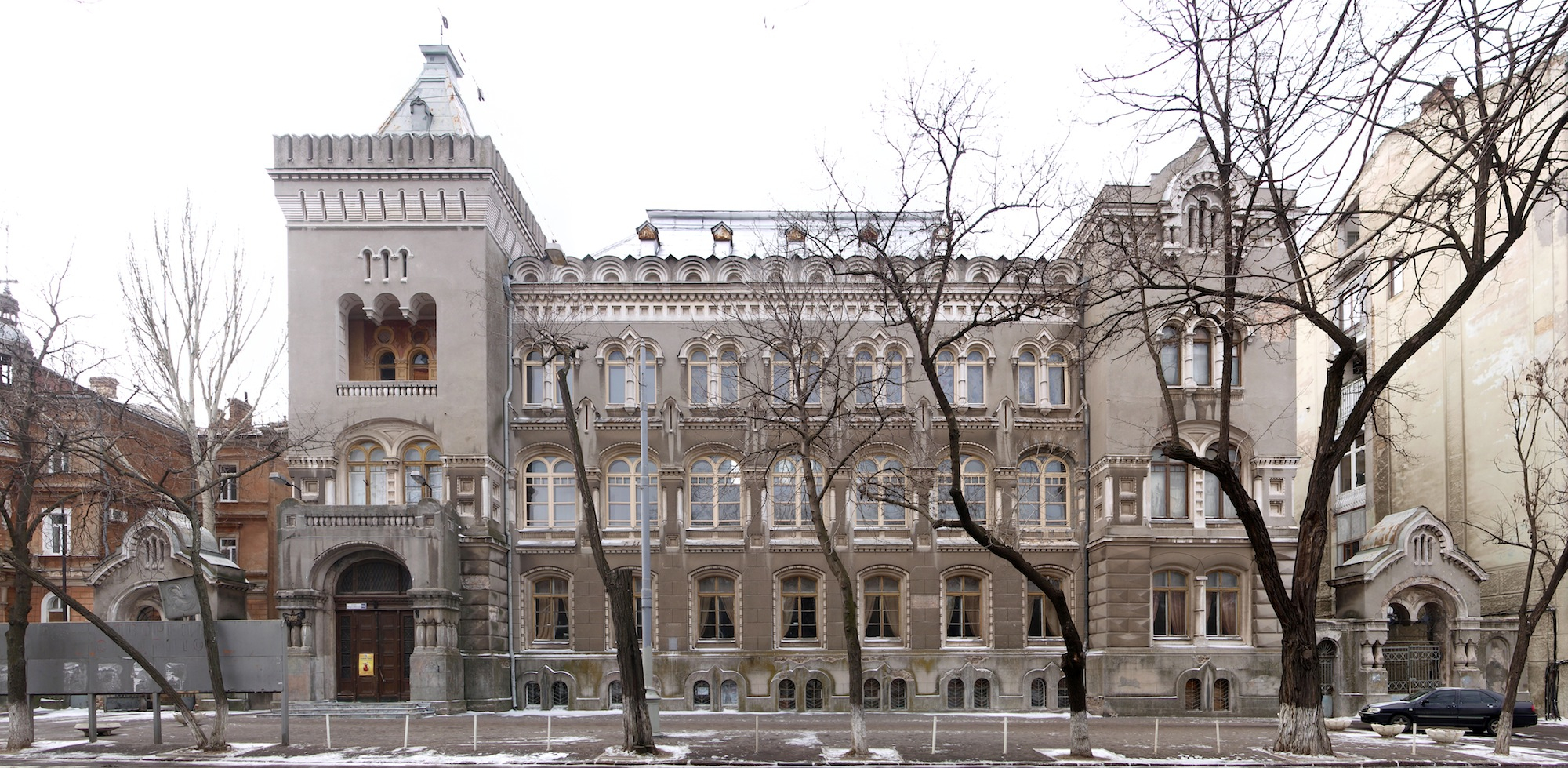
Селянський поземельний банк, 1913 — ?